# Sacerdocio femenino

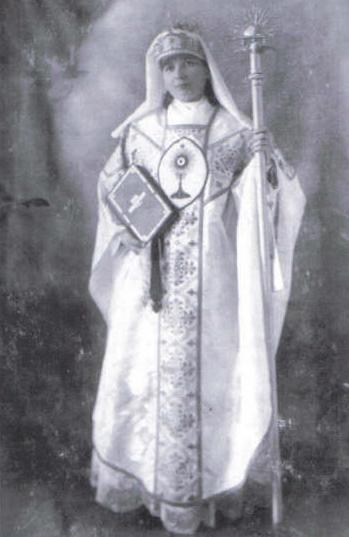
Primera mujer de la Iglesia Mariavita obispo Maria Izabela Wiłucka-Kowalska, fue consagrada en 1929 en Polonia.

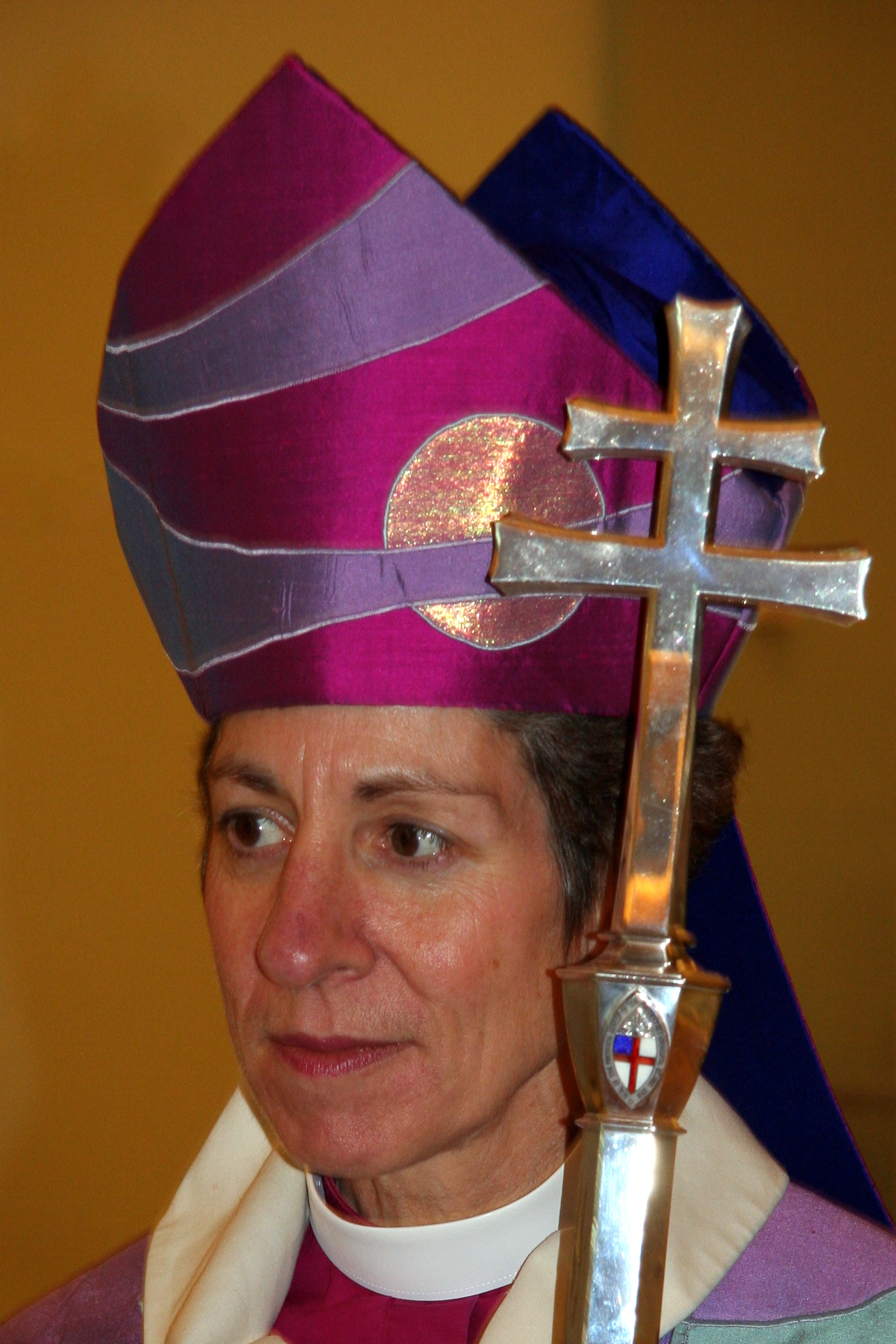
Katharine Jefferts fue elegida en 2006 como la primera mujer obispo en la historia de la Iglesia episcopal en los Estados Unidos.

En algunos casos, a las mujeres se les ha permitido ser ordenadas, pero no ocupar cargos más altos, como (hasta julio de 2014) el de obispo en la Iglesia de Inglaterra. Cuando las leyes prohíben discriminación sexual en el empleo, a menudo se hacen excepciones para el clero (por ejemplo, en los Estados Unidos) por motivos de separación de la iglesia y estado. Lo siguiente tiene como objetivo proporcionar una descripción general completa de la ordenación de mujeres desde la antigüedad hasta la época contemporánea. Los grupos religiosos están ordenados alfabéticamente, mientras que los subgrupos pueden ordenarse cronológicamente (por ejemplo, denominaciones cristianas).

## Antiguas religiones paganas

### Sumer y Akkad

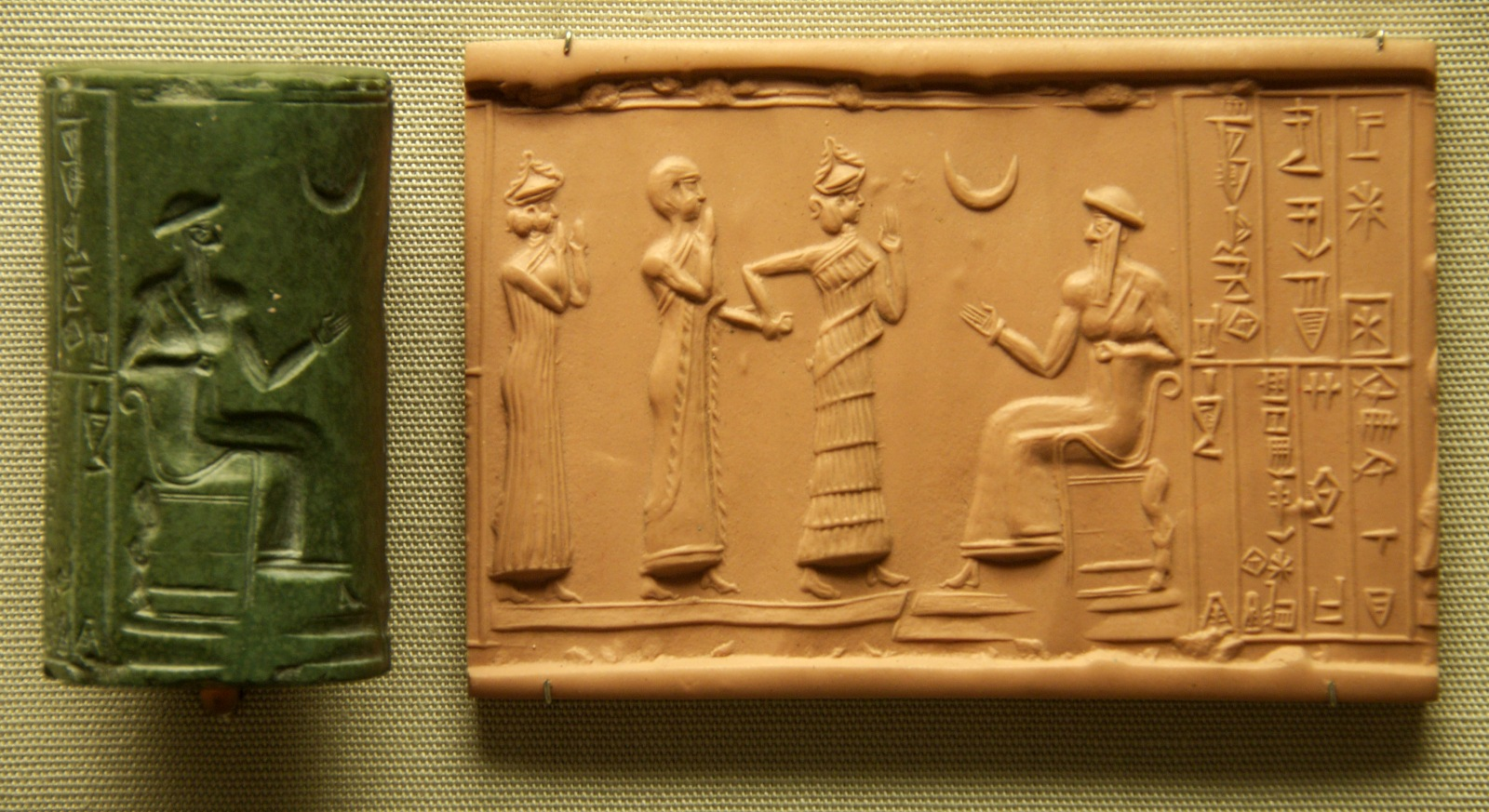
Sello cilíndrico (c. 2100 a. C.) que representa a diosas conduciendo a varones mortales a través de un rito religioso.

- Sumerian y  Akkadian eran sacerdotisas de alto rango que se distinguían por su atuendo ceremonial especial y tenían el mismo estatus que los sumos sacerdotes. Poseían propiedades, realizaban transacciones comerciales e iniciaron la ceremonia hieros gamos con sacerdotes y reyes.[2] Enheduanna (2285–2250 BC), una princesa acadia, fue la primera poseedora conocida del título «Sacerdotisa».[3]
- Ishtaritu eran prostitutas del templo que se especializaban en las artes de la danza, la música y el canto y servían en los templos de Ishtar.[4]
- Puabi era una  NIN, una sacerdotisa acadia de Ur en el siglo 26 antes de Cristo.
- Naditu sirvieron como sacerdotisas en los templos de Inanna en la antigua ciudad de Uruk. Fueron reclutadas de las familias más altas del país y se suponía que no tenían hijos; poseían propiedades y realizaban transacciones comerciales.
- En textos épicos sumerios como Enmerkar y el Señor de Aratta, Nu-Gig eran sacerdotisas en templos dedicados a Inanna, o puede ser una referencia a la diosa misma.[5]
- Qadishtu, hebreo Qedesha (קדשה) o Kedeshah,[6] derivado de la raíz Q-D-Š,[7][8] se mencionan en la Biblia hebrea como  prostitutas sagradas generalmente asociadas con la diosa Asera.

### Antiguo Egipto

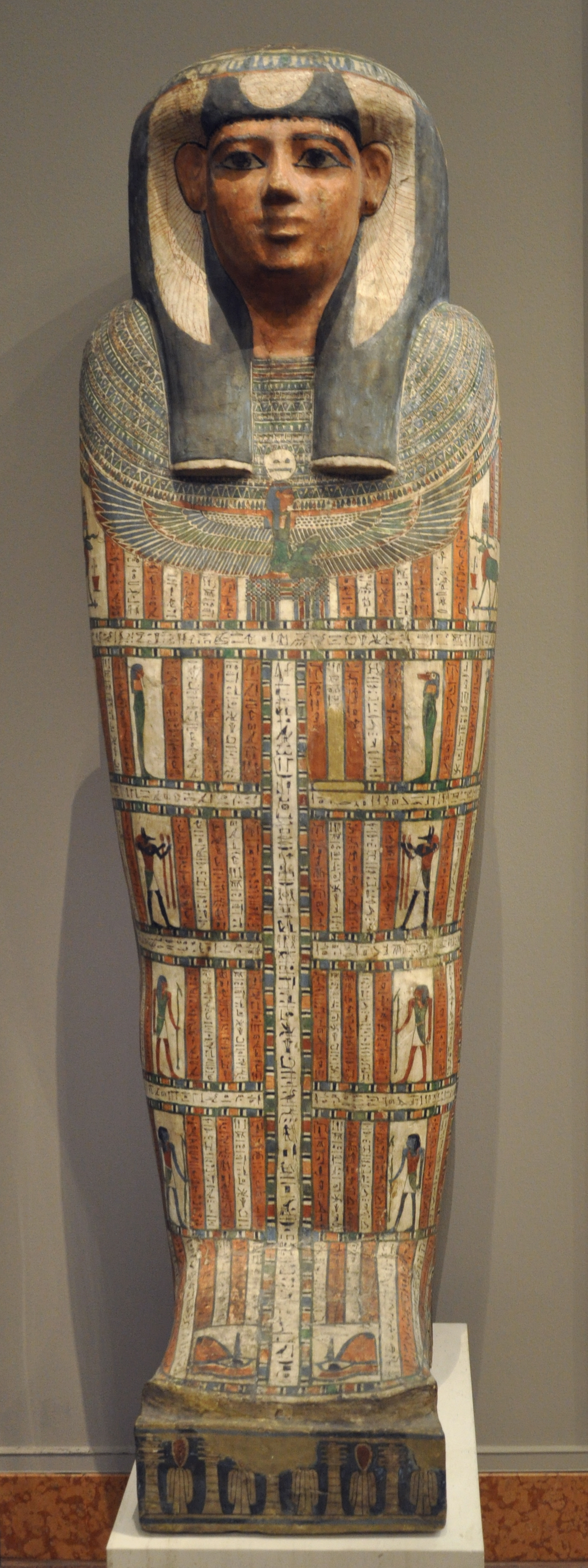
Sarcófago de la sacerdotisa egipcia Iset-en-kheb, 25 - 26.ª dinastía (siglos VII-VI a. C.)

En religión del Antiguo Egipto, la Esposa de Dios de Amón era el sacerdote de más alto rango; este título lo tenía una hija del Sumo Sacerdote de Amón, durante el reinado de Hatshepsut, mientras que la capital de Egipto estaba en Tebas durante el segundo milenio antes de Cristo (alrededor del 2160 a. C.).
Más tarde, Divina Adoratriz de Amón fue un título creado para la sacerdotisa principal de Amun. Durante el primer milenio antes de Cristo, cuando el titular de este cargo ejerció su mayor medida de influencia, su puesto fue un nombramiento importante que facilitó la transferencia de poder de un faraón al siguiente, cuando su hija fue «adoptada» para llenarlo por el titular de la oficina titular. La Divina Adoratriz gobernaba los extensos deberes y dominios del templo, controlando una parte significativa de la economía del antiguo Egipto.
Sacerdotisas del Antiguo Egipto:
- Gautseshen
- Henutmehyt
- Henuttawy
- Hui
- Iset
- Karomama Meritmut
- Maatkare Mutemhat
- Meritamen
- Neferhetepes
- Neferure

### Antigua Grecia

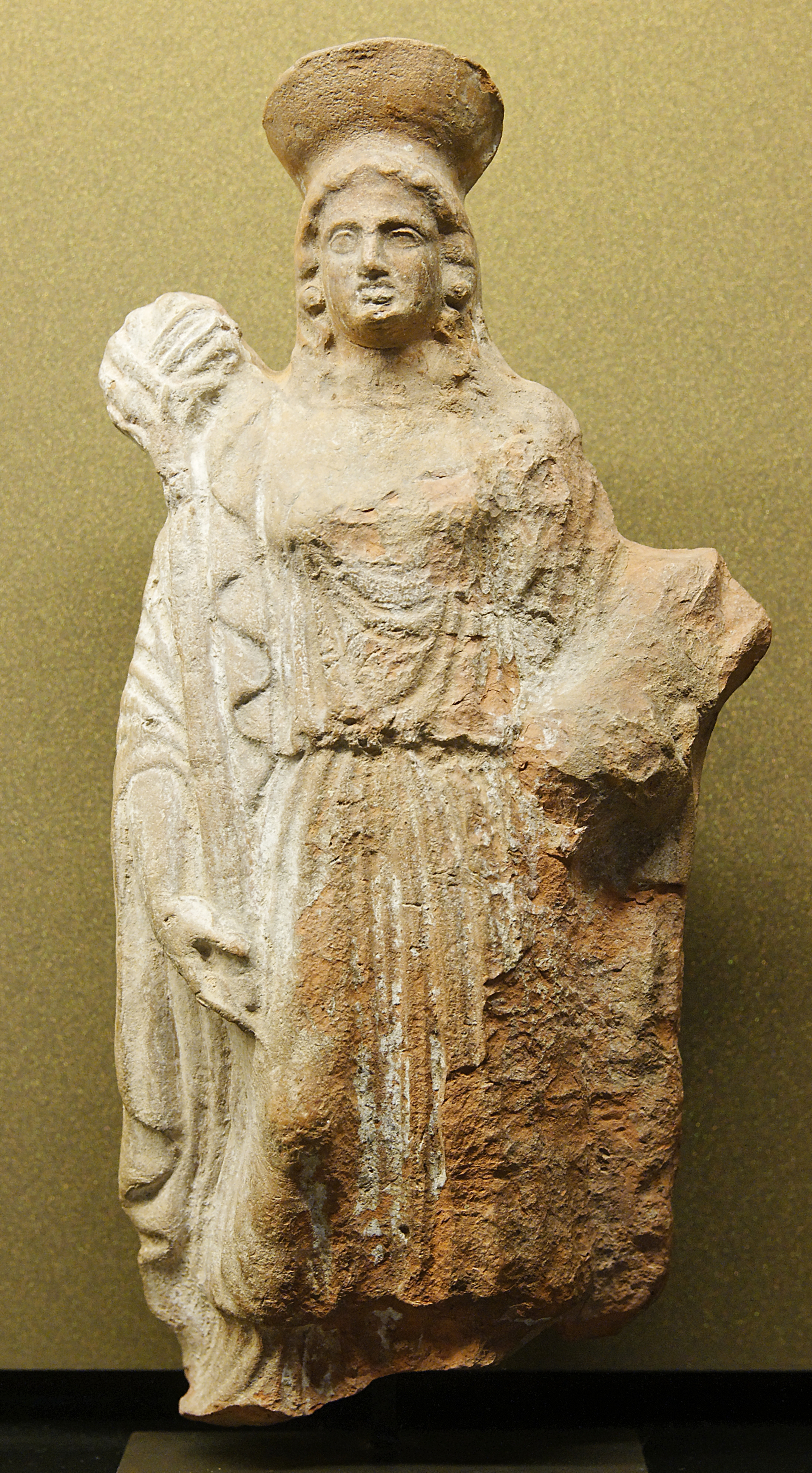
Figura femenina que lleva una antorcha y un cochinillo para celebrar los ritos de Deméter y Perséfone (de Attica, 140-130 a. C.)

En Religión en la antigua Grecia, algunas observancias importantes, como la Thesmophoria, fueron realizadas por mujeres. Las sacerdotisas, Hiereiai, servían en muchos cultos diferentes de muchas divinidades, y sus deberes variaban según el culto y la divinidad en la que servían.
Las sacerdotisas jugaron un papel importante en los Misterios de Eleusis, en los que sirvieron en muchos niveles, desde la Suma sacerdotisa de Deméter y Dadouchousa Sacerdotisa hasta el Panageis y Hierophantides en los Misterios eleusinos. Las Gerarai eran sacerdotisas de Dionysus que presidían festivales y rituales asociados con el dios.
Un cuerpo de sacerdotisas también podría mantener el culto en un lugar sagrado en particular, como el Peleiades en el oráculo de Dodona. Las Arréforas eran niñas de siete a doce años que trabajaban como sirvientes de Athena Polias en la Acrópolis de Atenas y estaban encargadas de realizar rituales únicos bajo la vigilancia de la Suma sacerdotisa de Atenea Polias. La Sacerdotisa de Hera en Argos sirvió en Heraion de Argos y gozó de gran prestigio en toda Grecia.
En varios sitios, las sacerdotisas sirvieron como oráculos, el más famoso de los cuales es el Oráculo de Delfos. La sacerdotisa del Templo de Apolo en Delphi era la Pythia, acreditada en todo el mundo grecorromano por sus profecías, lo que le dio una prominencia inusual para una mujer en la antigua Grecia dominada por hombres. La Sibila frigia presidió un oráculo de Apolo en Anatolia en Frigia. El discurso inspirado de las mujeres adivinadoras, sin embargo, fue interpretado por sacerdotes varones; una mujer podría ser una mántica (mantis) que se convirtió en portavoz de una deidad a través de la posesión, pero la profecía de interpretación requería conocimientos especializados y se consideraba un proceso racional adecuado solo para un profeta masculino (proftēs).

### Roma antigua

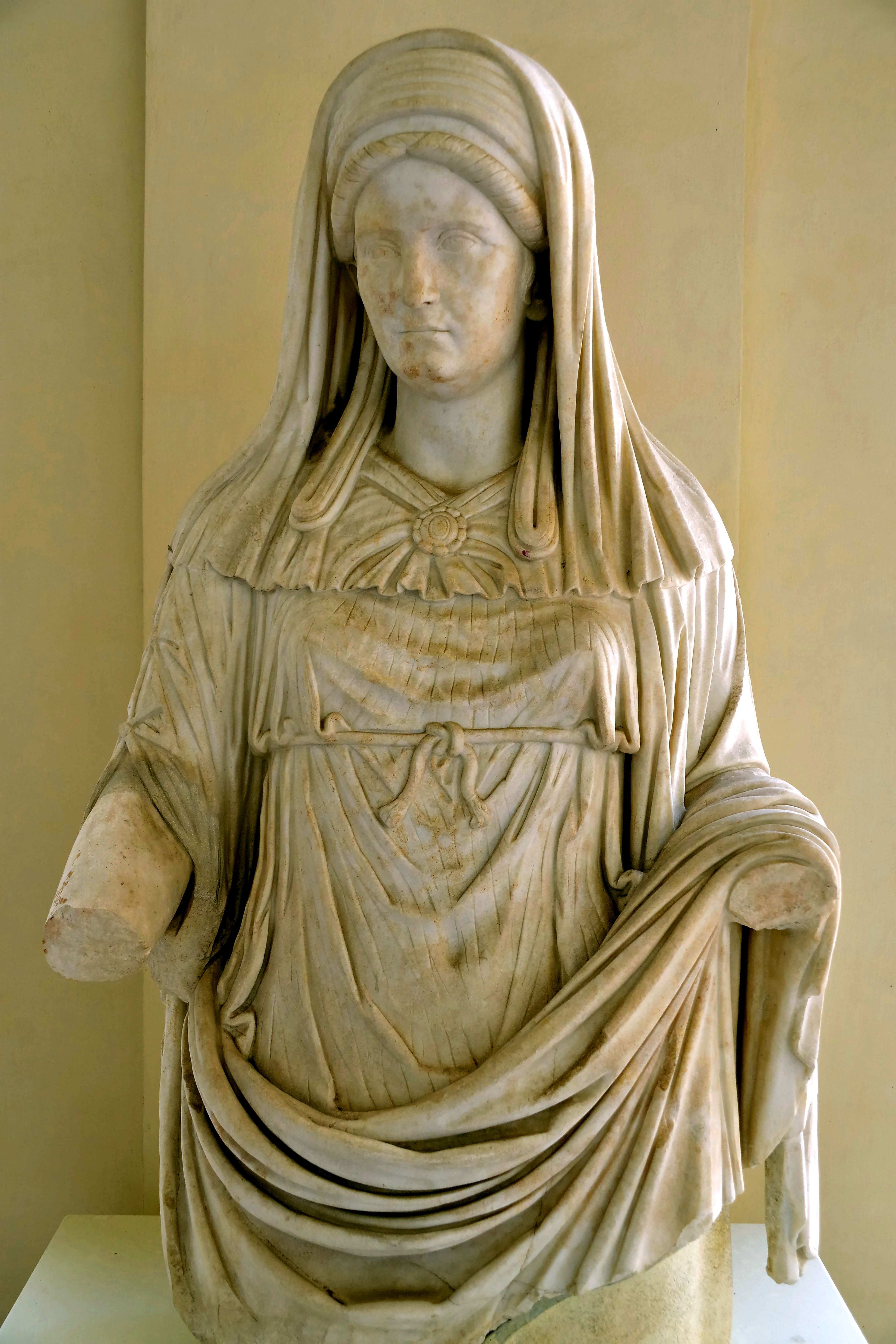
La Virgo Vestalis Maxima, la más alta de las Vírgenes Vestales.

La palabra latina sacerdos, «sacerdote», es la misma para ambos sexos. En las Vestales eran responsables de la continuidad y seguridad de Roma encarnada por el fuego sagrado que debían atender bajo pena de un castigo extremo. Las vestales eran un colegio de seis sacerdotes dedicados a Vesta, diosa del hogar, tanto el enfoque de una casa privada (domus) y el fuego sagrado de Vesta el centro del hogar estatal que era el centro de la religión comunal. Liberadas de las obligaciones sociales habituales de casarse y criar hijos, las vestales hicieron voto de castidad para dedicarse al estudio y la correcta observancia de los rituales estatales que estaban fuera del alcance de los colegios de sacerdotes masculinos. Conservaron su autoridad religiosa hasta que el emperador cristiano Graciano confiscó sus ingresos y su sucesor Teodosio I cerró el Templo de Vesta permanentemente.
Los romanos también tenían al menos dos sacerdocios que estaban en manos de una pareja casada, el  rex y regina sacrorum, y el flamen y Flamen Dialis. La regina sacrorum («reina de los ritos sagrados») y la flaminica Dialis (suma sacerdotisa de Júpiter) cada una tenía sus propios deberes distintos y presidía sacrificios públicos, la «regina» era el primer día de cada mes, y la «flaminica» cada ciclo nundinal (el equivalente romano de una semana). La naturaleza altamente pública de estos sacrificios, como el papel de las vestales, indica que las actividades religiosas de las mujeres en la antigua Roma no se limitaban a la esfera privada o doméstica. Tan esencial era el complemento de género para estos sacerdocios que si la esposa moría, el esposo tenía que renunciar a su cargo. Esto es cierto para el flaminado, y probablemente cierto para el «rex» y «regina».
El título sacerdos se especificaba a menudo en relación con una deidad o un templo, como una  sacerdos Cereris  o  Cerealis , «sacerdotisa de Ceres», un cargo nunca ocupado por hombres. Los sacerdotes femeninos desempeñaron un papel principal en los santuarios de Ceres y Proserpina en Roma y en toda Italia que observaron el llamado «rito griego» (ritus graecus). Esta forma de culto se había extendido desde Sicilia bajo la influencia griega, y el culto aventino (Tríada Aventina) de Ceres en Roma estaba encabezado por sacerdotes varones.  Sólo las mujeres celebraban los ritos de la Bona Dea («Buena Diosa»), para quienes se registran los «sacerdotes». El Templo de Ceres en Roma fue ordenado por la Sacerdotisa de Ceres, Sacerdos Cereris, y el Templo de Bona Dea por la Sacerdotisa de Bona Dea, Sacerdos Bonae Deae. Otras sacerdotisas fueron Sacerdos Liberi, Sacerdos Fortunae Muliebris y el Sacerdos Matris Deum Magnae Idaeae; las sacerdos también sirvieron como sacerdotisas del culto imperial.

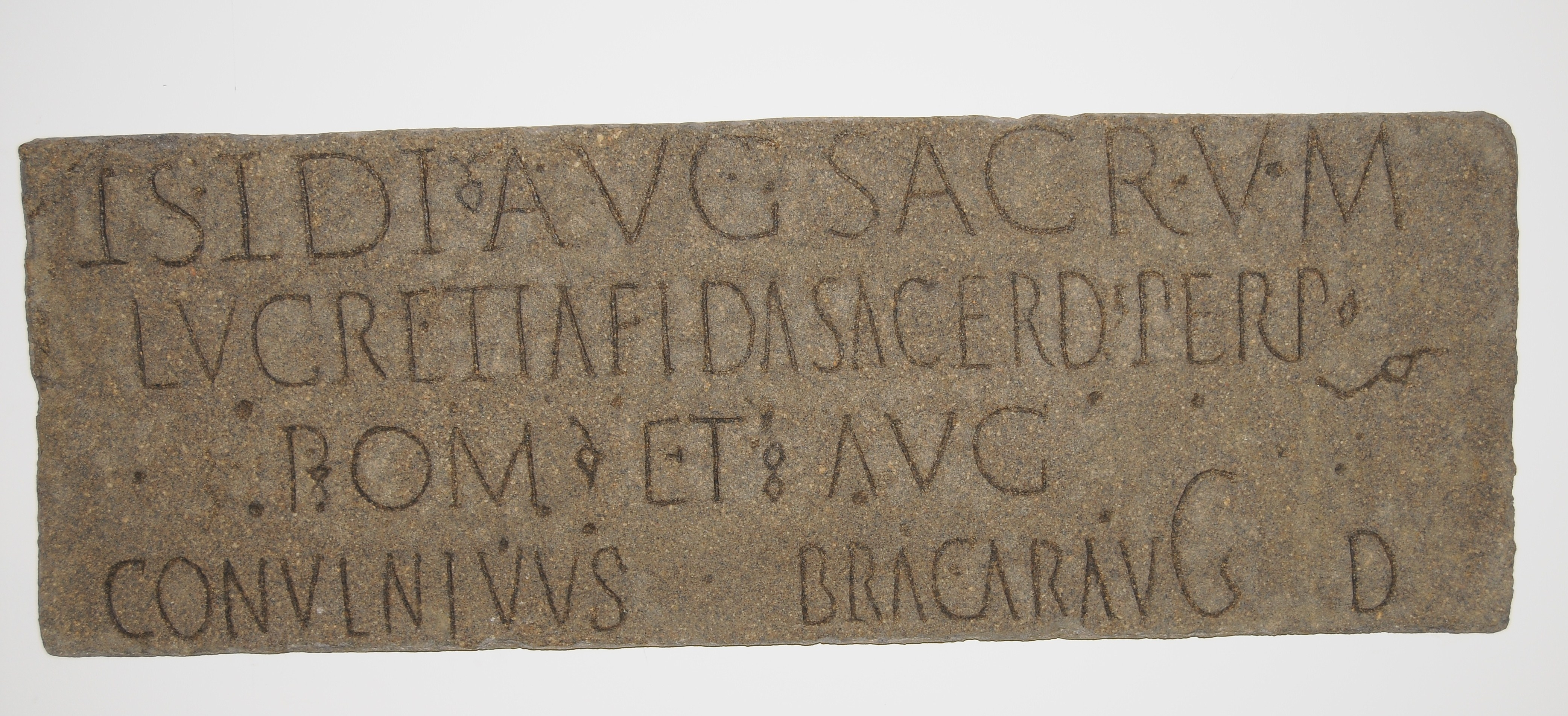
Dedicación latina a la diosa Isis Augusta por Lucretia Fida, un sacerdos (sacerdote), de Iberia romana

Desde la República Media en adelante, la diversidad religiosa se volvió cada vez más característica de la ciudad de Roma. Muchas religiones que no formaban parte de la religión estatal más antigua de Roma ofrecieron roles de liderazgo como oficios de sacerdotes para mujeres, entre ellos el culto importado de Isis y del Magna Mater («Gran Madre», o Cibeles). Un epitafio conserva el título sacerdos maxima para una mujer que poseía el mayor sacerdocio del templo de Magna Mater cerca del sitio actual de la Basílica de San Pedro. registros de la Era Imperial ven sacerdotisas en el registro de Juno Populona y de mujeres deificadas de la casa imperial.
En algunas circunstancias, cuando se introdujeron cultos como religiones misteriosas a los romanos, se prefirió que fueran mantenidos por mujeres. Aunque era una práctica romana incorporar otras religiones en lugar de tratar de erradicarlas, el secreto de algunos cultos misteriosos se miraba con sospecha. En 189 a. C., el senado romano intentó suprimir las bacanales, alegando que los ritos secretos corrompían la moralidad y eran un hervidero de conspiración política. Una disposición del decreto senatorial del Senatus consultum de Bacchanalibus era que solo las mujeres debían servir como sacerdotes de la religión dionisíaca, quizás para protegerse contra la politización el culto, ya que incluso mujeres romanas que eran ciudadanas carecían del derecho a votar o ocupar cargos políticos. Las sacerdotisas de Liber, el dios romano identificado con Dioniso, son mencionadas por el erudito del siglo I a. C. Varro, así como indicado por evidencia epigráfica.
Otros títulos religiosos para las mujeres romanas incluyen «magistra», suma sacerdotisa, experta o maestra; y «ministra», una asistente femenina, particularmente una al servicio de una deidad. Una «magistra» o «ministra» habría sido responsable del mantenimiento regular de un culto. Los epitafios proporcionan la principal evidencia de estos sacerdocios, y la mujer a menudo no es identificada en términos de su estado civil.

## Budismo

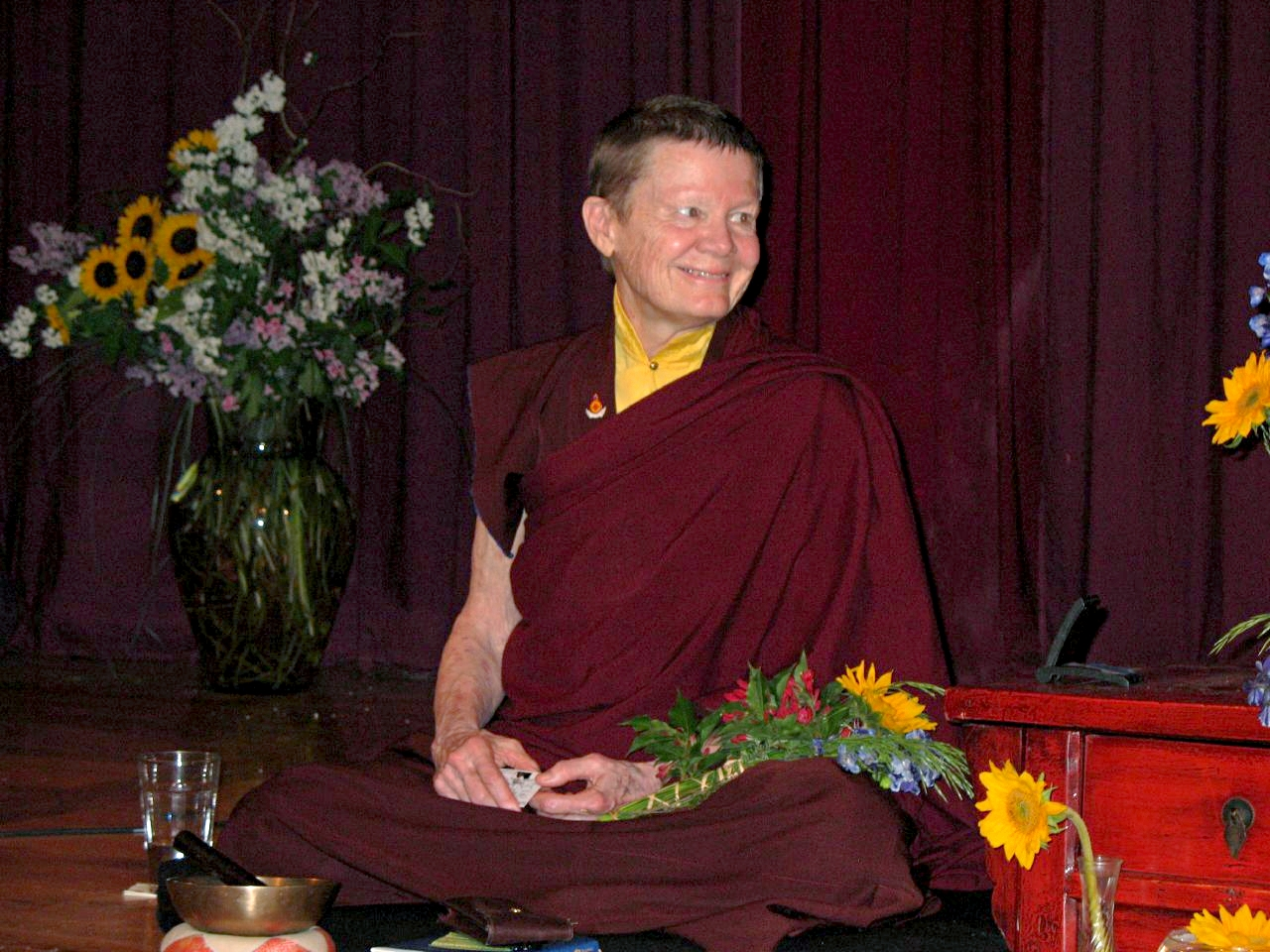
Ani Pema Chodron, una mujer estadounidense que fue ordenada como bhikkhuni (una monja budista totalmente ordenada) en un linaje del Budismo tibetano en 1981. Pema Chödrön fue la primera mujer estadounidense en ser ordenada monja budista en la tradición budista tibetana.

La tradición de la comunidad monástica ordenada en el budismo (el sangha) comenzó con el Buda, quien estableció una orden de monjes. Según las escrituras, más tarde, después de una desgana inicial, también estableció una orden de monjas. Las monjas budistas completamente ordenadas se llaman bhikkhunis. Mahapajapati Gotami, la tía y madre adoptiva de Buda, fue la primera bhikkhuni; fue ordenada en el siglo VI a. C.
Prajñādhara es el vigésimo séptimo Patriarca indio del Zen Budismo y se cree que fue una mujer.
En la tradición Mahayana durante el siglo XIII, la japonesa Mugai Nyodai se convirtió en la primera maestra zen femenina en Japón.
Sin embargo, la ordenación bhikkhuni que alguna vez existió en los países donde Theravada estaba más extendido se extinguió alrededor del siglo X, y la ordenación de novicios también ha desaparecido en esos países. Por tanto, las mujeres que deseen vivir como monjas en esos países deben hacerlo tomando ocho o diez preceptos. Ni laicas ni ordenadas formalmente, estas mujeres no reciben el reconocimiento, la educación, el apoyo financiero o el estatus que disfrutan los hombres budistas en sus países. Estos «poseedores de precepto» viven en Birmania, Camboya, Laos, Nepal y Tailandia. En particular, el consejo de gobierno del budismo birmano ha dictaminado que no puede haber una ordenación válida de mujeres en los tiempos modernos, aunque algunos monjes birmanos no están de acuerdo. Sin embargo, en 2003, Saccavadi y Gunasari fueron ordenadas como bhikkhunis en Sri Lanka, convirtiéndose así en las primeras novicias birmanas en los tiempos modernos en recibir una ordenación superior en Sri Lanka. Japón es un caso especial ya que, aunque no tiene las ordenaciones de bhikkhuni ni de novicias, las monjas poseedores de preceptos que viven allí disfrutan de un estatus más alto y una mejor formación que sus hermanas poseedores de preceptos en otros lugares, e incluso pueden convertirse en sacerdotes Zen. En el Tíbet actualmente no hay ordenación bhikkhuni, pero el Dalái lama ha autorizado a los seguidores de la tradición tibetana a ser ordenados como monjas en tradiciones que tienen tal ordenación.
La ordenación bhikkhuni de monjas budistas siempre se ha practicado en el este de Asia. En 1996, gracias a los esfuerzos de Sakyadhita, una Asociación Internacional de Mujeres Budistas, diez mujeres de Sri Lanka fueron ordenadas como bhikkhunis en Sarnath, India. Además, la ordenación bhikkhuni de monjas budistas comenzó de nuevo en Sri Lanka en 1998 después de un lapso de 900 años. En 2003, Ayya Sudhamma se convirtió en la primera mujer nacida en Estados Unidos en recibir la ordenación bhikkhuni en Sri Lanka.
Además, el 28 de febrero de 2003, Dhammananda Bhikkhuni, anteriormente conocida como Chatsumarn Kabilsingh, se convirtió en la primera mujer tailandesa en recibir la ordenación bhikkhuni como monja Theravada (Theravada es una escuela de budismo).
Dhammananda Bhikkhuni fue ordenada en Sri Lanka. La madre de Dhammananda Bhikkhuni, Venerable Voramai, también llamada Ta Tao Fa Tzu, se había convertido en la primera mujer tailandesa completamente ordenada en el linaje Mahayana en Taiwán en 1971.
Varanggana Vanavichayen, una monja budista tailandesa de 8 preceptos vestida de blanco y 55 años de edad, se convirtió en la primera mujer ordenada monje en Tailandia en 2002. Desde entonces, el Senado de Tailandia ha revisado y revocado la ley secular aprobada en 1928 que prohíbe la ordenación plena de mujeres en el budismo por considerarla inconstitucional por ser contraria a las leyes que protegen la libertad de religión. Sin embargo, las dos principales órdenes budistas Theravada de Tailandia, Mahanikaya y Dhammayutika Nikaya, aún no han aceptado oficialmente a mujeres completamente ordenadas en sus filas.
En 2009, en Australia, cuatro mujeres recibieron la ordenación bhikkhuni como monjas Theravada, la primera vez que dicha ordenación había ocurrido en Australia. Se realizó en Perth, Australia, el 22 de octubre de 2009 en el Monasterio Bodhinyana. La abadesa Vayama junto con Venerables  Nirodha, Seri y Hasapanna fueron ordenadas como Bhikkhunis por un acto dual de Sangha de Bhikkhus y Bhikkhunis en total conformidad con el Pali Vinaya.
En 1997, Dhamma Cetiya Vihara en Boston fue fundado por Ven. Gotami de Tailandia, entonces monja de 10 preceptos; cuando recibió la ordenación completa en 2000, su vivienda se convirtió en la primera bhikkhuni vihara budista Theravada de Estados Unidos. En 1998, Sherry Chayat, nacida en Brooklyn, se convirtió en la primera mujer estadounidense en recibir transmisión en la escuela de budismo Rinzai. En 2006, Merle Kodo Boyd, nacida en Texas, se convirtió en la primera mujer afroamericana en recibir la transmisión del Dharma en el budismo Zen.
También en 2006, por primera vez en la historia de Estados Unidos, se llevó a cabo una ordenación budista en la que una mujer estadounidense (la hermana Khanti-Khema) tomó los votos de Samaneri (novicia) con un monje estadounidense (Bhante Vimalaramsi) presidir. Esto se hizo para la tradición del bosque budista estadounidense en el Centro de meditación Dhamma Sukha en Misuri. En 2010 se consagró oficialmente el primer convento de monjas budista tibetano en América (Vajra Dakini Nunnery en Vermont). Ofrece la ordenación de novicios y sigue el linaje Drikung Kagyu del budismo. El abad del convento de Vajra Dakini es Khenmo Drolma, una mujer estadounidense, que es la primera bhikkhuni del linaje Drikung Kagyu del budismo, habiendo sido ordenada en Taiwán en 2002. También es la primera occidental, hombre o mujer, en ser instalada como abad en el linaje Drikung Kagyu del budismo, habiendo sido instalada como abad del convento de Vajra Dakini en 2004. El convento de Vajra Dakini no sigue a Los ocho Garudhammas. También en 2010, en el norte de California, 4 monjas novicias recibieron la ordenación bhikkhuni completa en la tradición tailandesa Theravada, que incluía la ceremonia de doble ordenación. Bhante Gunaratana y otros monjes y monjas estuvieron presentes. Fue la primera ordenación de este tipo en el hemisferio occidental. Al mes siguiente, se completaron más ordenaciones de bhikkhuni en el sur de California, dirigidas por Walpola Piyananda y otros monjes y monjas. Los bhikkhunis ordenados en el sur de California fueron Lakshapathiye Samadhi (nacido en Sri Lanka), Cariyapanna, Susila, Sammasati (los tres nacidos en Vietnam) y Uttamanyana (nacidos en Myanmar).
La primera ordenación bhikkhuni en Alemania, la ordenación Theravada bhikkhuni de la monja alemana Samaneri Dhira, ocurrió el 21 de junio de 2015 en Anenja Vihara.
La primera ordenación Theravada de bhikkhunis en Indonesia después de más de mil años ocurrió en 2015 en Wisma Kusalayani en Lembang, Bandung. Los ordenados incluyeron a Vajiradevi Sadhika Bhikkhuni de Indonesia, Medha Bhikkhuni de Sri Lanka, Anula Bhikkhuni de Japón, Santasukha Santamana Bhikkhuni de Vietnam, Sukhi Bhikkhuni y Sumangala Bhikkhuni de Malasia, y Jenti Bhikkhuni de Australia.

## Cristianismo
En las tradiciones litúrgicas del Cristianismo, incluyendo la Iglesia católica, la Iglesia ortodoxa y las ortodoxas orientales, el Luteranismo y el Anglicanismo, el término ordenación se refiere más estrictamente a los medios por los cuales una persona está incluida en una de las órdenes de obispos, sacerdotes o diáconos. Esto se distingue del proceso de consagración a las órdenes religiosas, a saber monjas y monjes, que suelen estar abiertas a mujeres y hombres. Algunas denominaciones protestantes entienden la ordenación de manera más general como la aceptación de una persona para el trabajo pastoral.
Los historiadores Gary Macy, Kevin Madigan y Carolyn Osiek afirman haber identificado casos documentados de mujeres ordenadas en la Iglesia primitiva (Historia del cristianismo). En 2021, las excavaciones en el sitio de una basílica bizantina de 1600 años de antigüedad revelaron mosaicos que proporcionaron evidencia de mujeres sirviendo principalmente como ministras diaconales en la cristiandad temprana (aunque ha habido especulaciones de que otros líderes religiosos o ministros son líderes de conventos). Además, la  carta a los Romanos de Pablo, escrita en el siglo I d. C., menciona a una mujer diácono.

Les recomiendo a nuestra hermana Phoebe, diácono de la iglesia en Cenchreae.
Rom 16:1

A finales del siglo II d. C., el Movimiento montanista ordenó sacerdotes y obispos mujeres.
En el 494 d. C., en respuesta a los informes de que las mujeres estaban sirviendo en el altar en el sur de Italia, el Papa Gelasio I escribió una carta condenando la participación femenina en la celebración de la Eucaristía.
La reforma protestante introdujo el dogma de que la autoridad de la Biblia excede la de los papas católicos romanos y otras figuras de la iglesia. Una vez que la jerarquía católica romana dejó de ser aceptada como la única autoridad, algunas denominaciones permitieron que las mujeres predicaran. Por ejemplo, George Fox fundó el Quaker movimiento después de afirmar que sintió que la «luz interior» de Cristo que vive en el creyente fue descubierta en 1646. Creía que la luz interior funcionaba tanto en mujeres como en hombres, y dijo:

Y algunos hombres pueden decir, el hombre debe tener el poder y la superioridad sobre la mujer, porque Dios dice: "El hombre debe gobernar a su esposa [Génesis 3:16]; y ese hombre no es de la mujer, pero la mujer es de el hombre [1 Corintios 11: 8]". De hecho, después de la caída del hombre, ese mandato fue; pero antes de que el hombre cayera no existía tal orden; porque ambos eran ayudantes [Génesis 2: 18,20], y ambos debían tener dominio sobre todo lo que Dios hizo [Génesis 1: 26,28]. Y como dice el apóstol, "porque como la mujer es del hombre", sus siguientes palabras son, "así también el hombre es por la mujer, pero todas las cosas son de Dios [1 Co 11:12]". Y así el apóstol aclara sus propias palabras; y así, como el hombre y la mujer son restaurados de nuevo por Cristo a la imagen de Dios [Col 3:10], ambos vuelven a tener dominio en la justicia y la santidad [Efesios 4:24], y son ayuda idónea, como antes. ellos cayeron.
George Fox

### Iglesia católica
La enseñanza de la Iglesia católica, como la enfatiza el Papa Juan Pablo II en la carta apostólica Ordinatio sacerdotalis, es «que la Iglesia no tiene autoridad alguna para conferir sacerdocio u ordenación de mujeres y que este juicio sea definitivamente sostenido por todos los fieles de la Iglesia».
Esta enseñanza está incorporada en el actual Código de Derecho Canónico (1024), sucesor del Corpus Iuri Canonici, y el Catecismo de la Iglesia Católica (1992), por la declaración canónica: «Sólo un hombre bautizado (Latín: vir) recibe válidamente la ordenación sagrada». En lo que se refiere a la ordenación sacerdotal y episcopal, la Iglesia Católica enseña que este requisito es un asunto de ley divina; pertenece al depósito de la fe y es inmutable.
En 2007, la Santa Sede emitió un decreto declarando que el intento de ordenación de una mujer resultaría en la excomunión automática para las mujeres y los obispos que intentaran ordenarlas, y en 2010, que el intento de ordenación de mujeres es un «delito grave».
Una comisión papal oficial ordenada por el papa Francisco en 2016 se encargó de determinar si la antigua práctica de tener mujeres diaconisas es posible, siempre que no sean ordenadas y que ciertas funciones reservadas de ordenados los diáconos masculinos permanentes o de transición, que proclaman el Evangelio en la Misa, dan una homilía y realizan bautismos que no son de emergencia, no estarían permitidos para el discutido diaconado femenino. En octubre de 2019, el Sínodo de Obispos para la región Panamazónica pidió al papa reabrir la comisión de mujeres diaconisas. El Papa Francisco luego omitió la discusión del tema en los documentos subsiguientes.

#### Mariavitas

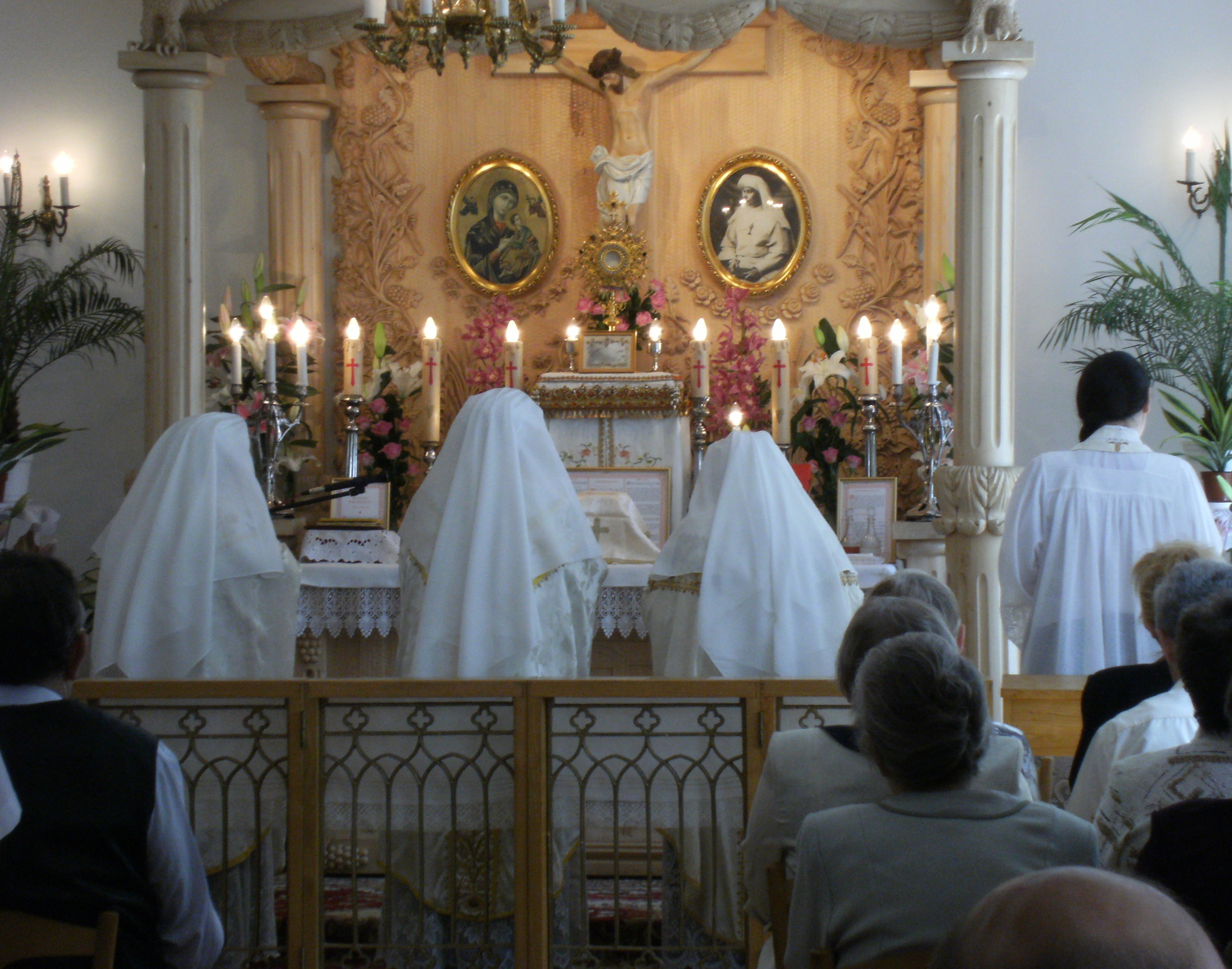
Santa Misa celebrada por mujeres obispas y sacerdotisas en el monasterio mariavita en Felicjanów (Polonia).

Inspirado por una monja con inclinaciones místicas, Feliksa Kozłowska, el movimiento Mariavita comenzó originalmente como una respuesta a la percepción de corrupción de la Iglesia Católica Romana en la Partición Rusa de la Polonia del siglo XIX. Los mariavitas, llamados así por su devoción a la Virgen María, atrajeron numerosas parroquias a través de Mazovia y la región alrededor de Łódź y en su apogeo sumaban unas 300.000 personas. Temiendo un cisma, las autoridades eclesiásticas establecidas pidieron la intervención del Vaticano. Los mariavitas fueron finalmente excomulgados por la Bula papal en 1905 y 1906. Su clero, separado de la Iglesia católica, encontró santuario en la Iglesia católica antigua y en 1909 el primer obispo mariavita, Michael Kowalski, fue consagrado en Utrecht. Veinte años más tarde, la Iglesia Mariavita ahora constituida estaba dividida por diferencias políticas y una lucha de liderazgo. Sin embargo, el Arzobispo Kowalski ordenó a las primeras 12 monjas como sacerdotes en 1929. También introdujo el matrimonio sacerdotal. La división en la iglesia tuvo efecto, en parte, sobre el lugar de lo femenino en la teología y el papel de la mujer en la vida de la iglesia. Para 1935, Kowalski había introducido un «sacerdocio universal» que extendía el oficio sacerdotal a miembros seleccionados del laicado. Las dos iglesias mariavitas sobreviven hasta el día de hoy. Los sucesores de Kowalski, que se conocen como la Iglesia católica mariavita y tienen su sede en la ciudad de Felicjanów en la región de Płock de Polonia, están encabezados por un obispo que es una mujer, aunque su número es eclipsado por los seguidores de los mariavitas patriarcales más convencionales de Płock.

#### Disidentes
Varios católicos han escrito a favor de la ordenación de mujeres. Grupos disidentes que abogan por la ordenación de mujeres en oposición a la enseñanza católica incluyen la ordenación de mujeres en todo el mundo, la ordenación de mujeres católicas. Algunos citan la supuesta ordenación de Ludmila Javorová en la Checoslovaquia comunista en 1970 por el obispo Felix Maria Davídek (1921–1988), él mismo consagrado clandestinamente debido a la escasez de sacerdotes provocada por la persecución estatal, como precedente. La Iglesia Católica trata los intentos de ordenación de mujeres como inválidos y automáticamente excomulga a todos los participantes.

### Iglesia ortodoxa
La Iglesia ortodoxa sigue una línea de razonamiento similar a la de la Iglesia Católica Romana con respecto a la ordenación de obispos y sacerdotes, y no permite la ordenación de mujeres a esas órdenes.
Thomas Hopko y Evangelos Theodorou han sostenido que las mujeres diáconos fueron completamente ordenadas en la antigüedad. K. K. Fitzgerald ha seguido y ampliado la investigación de Theodorou. Metropolitano Kallistos Ware escribió:

La orden de las diaconisas definitivamente parece haber sido considerada un ministerio "ordenado" durante los primeros siglos, al menos en el Oriente cristiano... Algunos escritores ortodoxos consideran a las diaconisas como un ministerio "laico". Hay fuertes razones para rechazar este punto de vista. En el rito bizantino, el oficio litúrgico de la imposición de manos para la diaconisa es exactamente paralelo al del diácono; y así del principio lex orandi, lex credendi—la práctica de adoración de la Iglesia es una indicación segura de su fe—se sigue que las diaconisas reciben, al igual que el diácono, una ordenación sacramental genuina: no solo a χειροθεσια (chirothesia) (chirothesia) pero una χειροτονια (chirotonia).

El 8 de octubre de 2004, el Santo Sínodo de la Iglesia Ortodoxa de Grecia votó para permitir el nombramiento de diaconisas monásticas, es decir, mujeres para ministrar y ayudar en la liturgia dentro de sus propios monasterios. Sin embargo, el documento no usa el término χειροτονία (ordenación), aunque los ritos que se van a usar son los ritos de ordenación del clero. Existe una fuerte tradición monástica, practicada tanto por hombres como por mujeres en la Iglesia Ortodoxa, en la que monjes y monjas llevan vidas espirituales idénticas. A diferencia de la Rito latino vida religiosa católica, que tiene innumerables tradiciones, tanto contemplativas como activas (ver Benedictinos y Monjes cistercienses, frailes dominicos, frailes franciscanos, Compañía de Jesús), la de la ortodoxia y demás cristianismo oriental generalmente ha permanecido exclusivamente asceta y monacato, basándose principalmente en la tradición siria (cristiandad siríaca) temprana, los padres del desierto (Desert Fathers) y la regla de San Benito (Regla de San Benito) de Nursia.

### Protestantismo
Muchos protestantes creen que el ministerio femenino está justificado por el hecho de que María Magdalena fue elegida por Jesús para anunciar su resurrección a los apóstoles.
Una teológica doctrina clave para los reformados y la mayoría de los otros protestantes es el sacerdocio de todos los creyentes—una doctrina considerada por ellos tan importante que ha sido apodada por algunos como «un clarín verdad de las Escrituras».

Esta doctrina restaura la verdadera dignidad y la verdadera integridad de todos los creyentes, ya que enseña que todos los creyentes son sacerdotes y que, como sacerdotes, deben servir a Dios, sin importar la vocación legítima que persigan. Así, no hay vocación más "sagrada" que otra. Debido a que Cristo es Señor sobre todas las áreas de la vida, y debido a que Su palabra se aplica a todas las áreas de la vida, en ninguna parte Su Palabra sugiere ni remotamente que el ministerio es "sagrado" mientras que todas las demás vocaciones son "seculares". La Escritura no conoce distinción entre sagrado y secular. Toda la vida pertenece a Dios. Toda la vida es sagrada. Todos los creyentes son sacerdotes.
David Hagopian. Intercambio de lugares: el sacerdocio de todos los creyentes.

La mayoría de las denominaciones protestantes requieren que los pastores, ministros, diáconos y ancianos sean ordenados formalmente. El reformador protestante temprano Martin Bucer, por ejemplo, citó Efesios 4 y otras cartas paulinas en apoyo de este. Si bien el proceso de ordenación varía entre las denominaciones y el cargo eclesiástico específico que se llevará a cabo, puede requerir capacitación preparatoria como seminario o universidad bíblica, elección por parte de la congregación o nombramiento por una autoridad superior, y expectativas de un estilo de vida que requiere un estándar más alto. Por ejemplo, la Traducción de las Buenas Nuevas de Santiago 3:1 dice: «Amigos míos, no muchos de ustedes deberían convertirse en maestros. Como saben, nosotros, los maestros, seremos juzgados con mayor severidad que los demás».

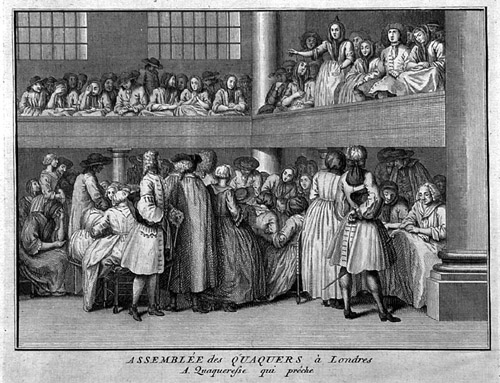
Una cuáquera predicadora y su congregación.

Por lo general, estos roles eran cotos masculinos. Sin embargo, los cuáqueros han ordenado mujeres desde su fundación a mediados del siglo XVII. El ministerio de la mujer ha sido parte de la tradición metodista en el Reino Unido durante más de 200 años. A fines del siglo XVIII en Inglaterra, John Wesley permitió que las mujeres fueran funcionarias y predicadoras. El Ejército de Salvación ha permitido la ordenación de mujeres desde su inicio en 1865, aunque fue un tema muy discutido entre William y Catherine Booth. Los Generales del Ejército de Salvación cuarto, decimotercero y decimonoveno eran mujeres. De manera similar, la Iglesia del Nazareno ha ordenado mujeres desde su fundación en 1908, momento en el cual el 25% de sus ministros ordenados eran mujeres.
Muchas denominaciones protestantes están comprometidas con el gobierno congregacional y se reservan el poder de ordenar ministros para las congregaciones locales. Debido a esto, si no existe una prohibición en toda la denominación de ordenar mujeres, las congregaciones pueden hacerlo, mientras que otras congregaciones de la misma denominación podrían no considerar hacer lo mismo.
Desde el siglo XX, un número creciente de denominaciones cristianas protestantes han comenzado a ordenar mujeres. La Iglesia de Inglaterra nombró a lectoras laicas durante la Primera Guerra Mundial. Más tarde, la Iglesia Unida de Canadá (United Church of Canada) en 1936 (Lydia Emelie Gruchy) y la American Methodist Church (Iglesia Metodista Unida) en 1956 también comenzaron a ordenar mujeres. La primera mujer Moderadora de la Iglesia Unida de Canadá, un puesto abierto tanto para ministros como para laicos, fue la reverenda Lois Miriam Wilson, que sirvió entre 1980 y 1982.
En 1918, Alma Bridwell White, directora de la Iglesia del Pilar de Fuego, se convirtió en la primera mujer en ser ordenada obispo en los Estados Unidos.
Hoy, más de la mitad de todas las denominaciones protestantes estadounidenses ordenan mujeres, pero algunos restringen los cargos oficiales que puede ocupar una mujer. Por ejemplo, algunos ordenan mujeres para la capellanía militar o del hospital, pero les prohíben desempeñar funciones en la congregación. Más de un tercio de todos los estudiantes de seminario (y en algunos seminarios casi la mitad) son mujeres.

#### Iglesia del Nazareno
La Iglesia del Nazareno ha ordenado mujeres desde su fundación como denominación en 1908, momento en el que el 25% de sus ministros ordenados eran mujeres. De acuerdo con el Manual de la Iglesia del Nazareno, «La Iglesia del Nazareno apoya el derecho de las mujeres a usar sus dones espirituales dados por Dios dentro de la iglesia, afirma el derecho histórico de las mujeres a ser elegidas y nombradas para puestos de liderazgo dentro de la iglesia» la Iglesia del Nazareno, incluyendo los oficios de anciano y diácono».

#### Luteranismo
La Iglesia de Dinamarca se convirtió en el primer organismo luterano en ordenar mujeres en 1948. Las iglesias luteranas más grandes de los Estados Unidos y Canadá, la Iglesia Evangélica Luterana en América (ELCA) y la Iglesia Evangélica Luterana en Canadá (ELCIC), han estado ordenando mujeres desde 1970. El Iglesia luterana Sínodo de Misuri, que también abarca la Iglesia Luterana de Canadá, no ordena mujeres; tampoco el Sínodo Evangélico Luterano de Wisconsin o el Sínodo Evangélico Luterano.

#### Anglicana
En 1917, la Iglesia de Inglaterra autorizó a mujeres como lectoras laicas llamadas mensajeras del obispo, muchas de las cuales dirigían iglesias, pero no fueron tan lejos como para ordenarlas.
De 1930 a 1978 el Grupo Anglicano para la Ordenación de Mujeres al Ministerio Histórico promovió la ordenación de mujeres en la Iglesia de Inglaterra.
Dentro del anglicanismo, la mayoría de las provincias ahora ordenan mujeres como diáconos y sacerdotes.
Las primeras tres mujeres ordenadas como sacerdotes en la Comunión Anglicana estaban en Hong Kong: Li Tim-Oi en 1944 y Jane Hwang y Joyce M. Bennett en 1971.
El 29 de julio de 1974, los obispos Daniel Corrigan, Robert L. DeWitt y Edward R. Welles II de la Iglesia Episcopal de los EEUU, con el obispo Antonio Ramos de Costa Rica, ordenó a once mujeres como sacerdotes en una ceremonia que fue ampliamente considerada «irregular» porque las mujeres carecían de «recomendación del comité permanente», un requisito canónico para la ordenación. Los «Philadelphia Eleven», como se los conoció, eran Merrill Bittner, Alison Cheek, Alla Bozarth (Campell), Emily C. Hewitt, Carter Heyward, Suzanne R Hiatt (m. 2002), Marie Moorefield, Jeannette Piccard (m. 1981), Betty Bone Schiess, Katrina Welles Swanson (m. 2006) y Nancy Hatch Wittig. Con la oposición inicial de la Cámara de Obispos, las ordenaciones recibieron la aprobación de la Convención General de la Iglesia Episcopal en septiembre de 1976. Esta Convención General aprobó la ordenación de mujeres tanto al sacerdocio como al episcopado.
Como reacción a la acción de la Convención General, el clero y los laicos que se oponían a la ordenación de mujeres al sacerdocio se reunieron en una convención en el Congreso de St. Louis e intentaron formar una iglesia anglicana rival en los Estados Unidos y Canadá. A pesar de los planes para una iglesia norteamericana unida, el resultado fue la división en varias iglesias anglicanas continuas, que ahora forman parte del movimiento anglicano continuo.
La primera mujer en convertirse en obispo en la Comunión Anglicana fue Barbara Harris, quien fue elegida obispo sufragánea en la Diócesis Episcopal de Massachusetts en 1988 y ordenada el 11 de febrero de 1989. La mayoría de las provincias anglicanas ahora permiten la ordenación de mujeres como obispos, y a partir de 2014, las mujeres han servido o están sirviendo como obispos en la Estados Unidos, Canadá, Nueva Zelanda, Australia, Irlanda, Sudáfrica, Sur de la India, Gales, y en las extraprovinciales Iglesia Episcopal de Cuba. Libby Lane se convirtió en la primera mujer consagrada obispo de la Iglesia de Inglaterra en 2015. Había ordenado a 32 mujeres como sus primeras sacerdotisas en marzo de 1994. En 2015 Rachel Treweek fue consagrada como la primera mujer obispo diocesana en la Iglesia de Inglaterra (Diócesis de Gloucester). Ella y Sarah Mullally, obispo de Crediton, fueron las primeras mujeres en ser consagradas y ordenadas obispo en la Canterbury Catedral. También ese año, Treweek se convirtió en la primera mujer en sentarse en la Cámara de los Lores como Lord Spiritual, lo que la convirtió en ese momento en la mujer ordenada de mayor rango en la Iglesia de Inglaterra.
El 18 de junio de 2006, la Iglesia Episcopal se convirtió en la primera provincia anglicana en elegir a una mujer, la Reverendísima Katharine Jefferts Schori, como primada (líder de una provincia anglicana), llamada «Obispo Presidente» en el Estados Unidos.

#### Metodismo
Los puntos de vista metodistas sobre la ordenación de mujeres en el rito de las órdenes sagradas son diversos.
Hoy en día algunas denominaciones Metodistas practican la ordenación de mujeres, como en la Iglesia Metodista Unida (UMC), en la que la ordenación de mujeres ha ocurrido desde su creación en 1968, así como en la  Iglesia Metodista Libre (FMC), que ordenó a su primera mujer anciana en 1911, en la Iglesia Metodista de Gran Bretaña, que ordenó a su primera mujer diácono en 1890 y ordenó a sus primeras ancianas (es decir, presbíteras) en 1974, y en la Conexión Metodista Wesleyana de Allegheny, que ordenó a su primera anciana en 1853, así como la Bible Methodist Connection of Churches, que siempre ha ordenado mujeres al presbiterio y al diaconado.
Otras denominaciones metodistas no ordenan mujeres, como la Iglesia Metodista del Sur (SMC), Iglesia Metodista Evangélica de América, Conferencia Metodista Fundamental, Iglesia Iglesia Wesleyana (EWC), y Iglesia Metodista Primitiva (PMC), los dos últimos de los cuales no ordenan mujeres como ancianas ni las licencian como pastoras o  predicadores locales (predicador local metodista); el EWC y el PMC, sin embargo, consagran a las mujeres como diaconisas. Las parroquias metodistas independientes que están registradas en la Asociación de Metodistas Independientes no permiten la ordenación de mujeres a las órdenes sagradas.

#### Sociedad Religiosa de los Amigos
Desde su fundación a mediados del siglo XVII, los cuáqueros permitieron que las mujeres predicaran. Creían que ambos géneros son igualmente capaces de ser inspirados por el Espíritu Santo y, por lo tanto, existe una tradición de mujeres predicadoras en las reuniones cuáqueras desde sus primeros días.  Para ser predicador, un Amigo tenía que obtener el reconocimiento de una Junta Temblorosa. En el siglo XVIII, los ministros normalmente se sentaban al frente de la casa de reuniones, con las mujeres de un lado y los hombres del otro, todos en la misma plataforma elevada.
Las mujeres ministras estuvieron activas desde los primeros días. En 1657, Mary Howgill, una de los Valiant Sixty (uno de los primeros grupos de predicadores cuáqueros), reprendió a Oliver Cromwell por perseguir a los cuáqueros, diciendo: «Cuando das cuenta de todas esas acciones, que han sido obrado por ti, ...vive mi alma, estas cosas te serán imputadas». Más tarde, en 1704, Esther Palmer de Flushing, Long Island, y Susanna Freeborn de Newport, Rhode Island, emprendieron un viaje de 3230 millas a través de ocho colonias de América del Norte, incluidas visitas para predicar en Pensilvania, Maryland, Virginia. y Carolina del Norte.
Otras predicadoras cuáqueras conocidas fueron Mary Lawson de Filadelfia, Mary Bannister de Londres, Inglaterra, Mary Ellerton de York, Inglaterra, Rachel Wilson de Virginia, Catharine Payton de Pensilvania, Ann Moore de Nueva York, Susanna Hatton de Delaware y Mary Dyer de Boston.

#### Bautista
La estadounidense Clarissa Danforth, miembro de la tradición bautista del libre albedrío, fue ordenada pastora en 1815, siendo la primera mujer bautista en recibir órdenes sagradas. También se llevaron a cabo otras ordenaciones tempranas de pastoras en varias denominaciones. En 1882, en las Iglesias Bautistas Americanas EE. UU.. En 1922, en la Unión Bautista de Gran Bretaña.  En 1965, en la Convención Bautista Nacional, EE. UU.. En 1969, en la Convención Bautista Nacional Progresista. En 1978, en los Ministerios Bautistas Australianos.  En 1980, en la Convención de Iglesias Bautistas de Filipinas. 

#### Pentecostal
Las Asambleas de Dios de los Estados Unidos aceptaron la ordenación de mujeres en 1927. En 1975, en la Iglesia Internacional del Evangelio Cuadrangular, fundada por la evangelista Aimee Semple McPherson, comenzó la ordenación de mujeres. Otras iglesias pentecostales también tienen posiciones muy diferentes sobre este tema, algunas de ellas aceptan mujeres pastoras y otras no.

#### IDMJI

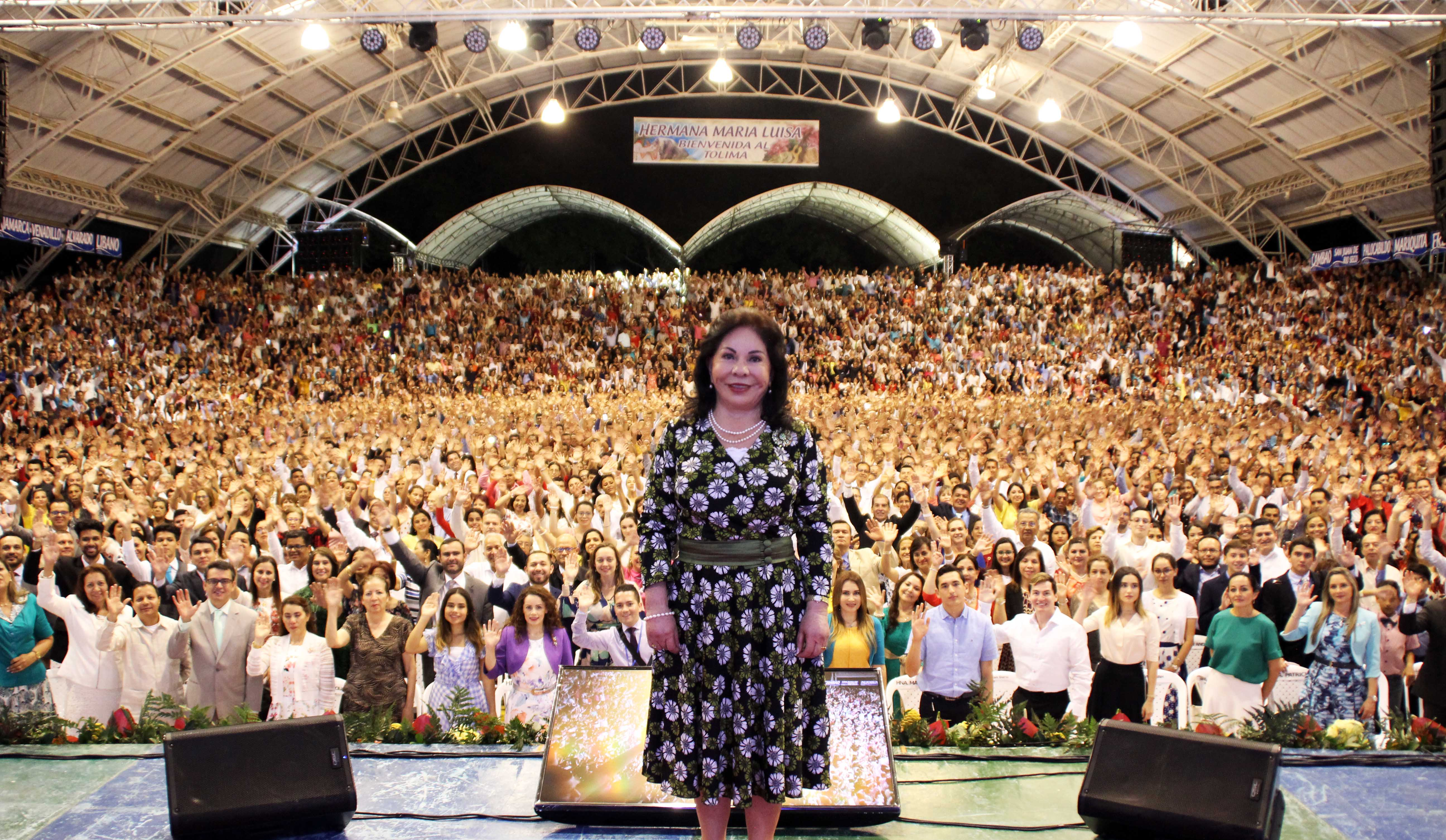
La pastora María Luisa Piraquive dirigiendo un servicio de Estudio Bíblico ante la Iglesia Ministerial en Ibagué (Colombia).

Desde su fundación en 1972, la Iglesia de Dios Ministerial de Jesucristo Internacional le ha permitido a la mujer ministrar abundantemente dones, a partir de 1996 permite que la mujer predique desde el púlpito, entre su cuerpo pastoral hay también pastoras y supervisoras (obispas) y diaconisas, así mismo su Líder Mundial desde 1996 es una mujer. La participación de la mujer en esta congregación se destaca, teniendo en cuenta el origen latinoamericano de la misma. Para permitir las responsabilidades de la mujer argumentan que desde el antiguo Israel hasta la Iglesia Primitiva Apostólica Dios siempre usos a la mujer, asegurando que en el cristianismo conforme Gálatas 3.28 no es relevante si se es hombre o mujer para servir a Dios en todo tipo de responsabilidades. Aunque reivindican los derechos de las mujeres, no llegan a estar de acuerdo ni con el feminismo ni con el machismo.

#### Adventista del Séptimo Día
No permiten pastoras en sus congregaciones. De acuerdo con su Política de trabajo, la Iglesia Adventista del Séptimo Día restringe ciertos puestos de servicio y responsabilidad a aquellos que han sido ordenados al ministerio evangélico y el congreso de la Asociación General (CG), que es el órgano de toma de decisiones más alto de la iglesia, nunca ha aprobado la ordenación de mujeres como ministras. Los adventistas no han encontrado un mandato o precedente claro para la práctica de ordenar mujeres en las Escrituras o en los escritos de Elena G. de White. En los últimos años, la ordenación de mujeres ha sido objeto de un acalorado debate, especialmente en América del Norte y Europa. En la Iglesia Adventista, los candidatos para la ordenación son recomendados por las conferencias locales (que generalmente administran entre 50 y 150 congregaciones locales) y aprobados por las uniones (que atienden entre 6 y 12 conferencias). Las Creencias Fundamentales de la iglesia y su práctica mundial como se establece en su Manual de la Iglesia, incluidas las calificaciones mundiales para la ordenación actualmente restringidas a los hombres, pueden revisarse solo en la sesión de la CG.
En 1990, la sesión de la CG votó en contra de un movimiento para establecer una política mundial que permitiera la ordenación de mujeres. En 1995, los delegados de la CG votaron no autorizar a ninguna de las 13 divisiones mundiales a establecer políticas para ordenar mujeres dentro de su territorio. En 2011, la División Norteamericana ignoró la política de la CG y, sin la aprobación de la CG, votó a favor de permitir que las mujeres sirvieran como presidentas de conferencias, un puesto que requería la ordenación. A principios de 2012, la CG respondió a la acción de la NAD con un análisis de la política y la historia de la iglesia, demostrando que las divisiones no tienen la autoridad para establecer una política diferente a la de la CG. Posteriormente, la NAD rescindió su acción. Pero en su análisis, la CG indicó que la «responsabilidad y autoridad final» para aprobar candidatos para la ordenación reside en el nivel del sindicato. Esto llevó a decisiones de varios sindicatos de aprobar ordenaciones sin distinción de género.
El 23 de abril de 2012, la Unión de Alemania del Norte votó a favor de ordenar mujeres como ministras, pero a fines de 2013 aún no había ordenado a una mujer. El 29 de julio de 2012, la Unión Conferencia de Columbia votó a favor de «autorizar la ordenación sin distinción de género». El 19 de agosto de 2012, la Unión Conferencia del Pacífico también votó para ordenar sin distinción de género. Ambos sindicatos comenzaron inmediatamente a aprobar ordenaciones de mujeres. A mediados de 2013, unas 25 mujeres habían sido ordenadas al ministerio en la Asociación de la Unión del Pacífico, además de varias en la Unión de Columbia. El 12 de mayo de 2013, la Unión Danesa votó para tratar a los ministros y ministras por igual y suspender todas las ordenaciones hasta que el tema se considere en la próxima sesión de la Asamblea General en 2015. El 30 de mayo de 2013, la Unión de los Países Bajos votó para ordenar pastoras, reconociéndolas como iguales a sus colegas varones. El 1 de septiembre de 2013, una mujer fue ordenada en la Unión Holandesa.
En 2012-2013, la Conferencia General estableció el Comité de Estudio de la Teología de la Ordenación, que incluía representantes de cada uno de sus 13 comités de investigación bíblica de la división mundial, para estudiar el tema y hacer una recomendación para votar en la sesión mundial de la GC de 2015.
El 27 de octubre de 2013, Sandra Roberts se convirtió en la primera mujer en dirigir una conferencia adventista del séptimo día cuando fue elegida presidenta de la Asociación del Sureste de California. Sin embargo, la Iglesia Adventista del Séptimo Día mundial no reconoce su elección.
En la 60.ª Sesión de la Asociación General en San Antonio el 8 de julio de 2015, Los adventistas del séptimo día votaron para no permitir que sus iglesias regionales ordenen pastoras. El Presidente de la Conferencia General de la Iglesia Adventista del Séptimo Día, Ted NC Wilson, abrió la sesión de la mañana con un llamamiento a todos los miembros de la iglesia para que acataran el resultado de la votación y subrayó, tanto entonces como después de la votación, que las decisiones tomadas por la Conferencia General en sesión tienen la máxima autoridad en la Iglesia Adventista. Con 1.381 votos en contra de la ordenación de pastoras, 977 votos a favor y cinco abstenciones, los delegados por voto secreto prohibieron la ordenación de pastoras en la Iglesia Adventista.

### Iglesia Independiente de Filipinas
La Iglesia Independiente de Filipinas es una iglesia católica independiente en Filipinas fundada en 1902. Ha aprobado la ordenación de mujeres desde 1996. En 1997 ordenó a su primera mujer sacerdote en la persona de la Rev. Rosalina Rabaria. A partir de 2017, cuenta con 30 mujeres sacerdotes y 9 mujeres diáconos. El 5 de mayo de 2019, la iglesia consagró a su primera mujer obispo en la persona de la Reverenda Emelyn G. Dacuycuy y la instaló como ordinaria de la Diócesis de Batac, Ilocos Norte. Según el obispo Máximo XIII Rhee Timbang, la ordenación de mujeres ha permitido que la iglesia se vuelva más relevante para su tiempo y para la sociedad.

### Testigos de Jehová
Los Testigos de Jehová consideran que el bautismo público cualificado representa la ordenación del bautizado, después de lo cual se le considera inmediatamente un ministro ordenado. En 1941, la Corte Suprema de Vermont reconoció la validez de esta ordenación para una ministra testigo de Jehová. La mayoría de los Testigos que predican activamente de puerta en puerta son mujeres. Las mujeres suelen ser nombradas ministras de tiempo completo, ya sea para evangelizar como «pioneras» o misioneras, o para servir en las sus sucursales. Sin embargo, los Testigos diáconos («siervos ministeriales») y ancianos deben ser hombres, y solo un varón adulto bautizado puede realizar un bautismo de testigos de Jehová, funeral o boda. Dentro de la congregación, una ministra Testigo solo puede dirigir la oración y la enseñanza cuando hay una necesidad especial, y debe hacerlo usando una cobertura para la cabeza.

### Santos de los Últimos Días

#### Comunidad de Cristo
La Comunidad de Cristo adoptó la práctica de la ordenación de mujeres en 1984, que fue una de las razones del cisma entre la Comunidad de Cristo y el movimiento Ramas de la Restauración recién formado, que estaba compuesto en gran parte por miembros de la iglesia Comunidad de Cristo (entonces conocida como la iglesia RLDS) que se negaron a aceptar este desarrollo y otros cambios doctrinales que tienen lugar durante este mismo período. Por ejemplo, la Comunidad de Cristo también cambió el nombre de uno de sus oficios del sacerdocio de evangelista-patriarca a evangelista, y su sacramento asociado, la bendición patriarcal, a la bendición del evangelista. En 1998, Gail E. Mengel y Linda L. Booth se convirtieron en las dos primeras mujeres apóstoles en la Comunidad de Cristo. En la Conferencia Mundial de 2007 de la iglesia, Becky L. Savage fue ordenada como la primera mujer en servir en la Primera Presidencia. En 2013, Linda L. Booth se convirtió en la primera mujer elegida para servir como presidenta del Consejo de los Doce.

#### Iglesia SUD
La Iglesia de Jesucristo de los Santos de los Últimos Días no ordena mujeres. Algunos (sobre todo los exmiembros SUD D. Michael Quinn y Margaret Toscano) han argumentado que la iglesia ordenó mujeres en el pasado y que, por lo tanto, la iglesia actualmente tiene el poder de ordenar mujeres y deben hacerlo; sin embargo, no hay registros conocidos de ninguna mujer que haya sido ordenada al sacerdocio. Las mujeres ocupan un lugar destacado en la iglesia, incluido su trabajo en la Sociedad de Socorro, que es una de las organizaciones de mujeres más grandes y duraderas del mundo. Por lo tanto, las mujeres sirven, al igual que los hombres, en puestos no remunerados relacionados con la enseñanza, la administración, el servicio misional, los esfuerzos humanitarios y otras capacidades. Las mujeres suelen ofrecer oraciones y dar sermones durante los servicios dominicales. Ordain Women, un grupo activista de mujeres en su mayoría mormonas fundado por la feminista Kate Kelly en marzo de 2013, apoya la extensión de las ordenaciones sacerdotales a las mujeres.

### Católicos liberales
De todas las iglesias del movimiento católico liberal, sólo la iglesia original, la Iglesia católica liberal bajo el obispo Graham Wale, no ordena mujeres. La posición que sostiene la Iglesia Católica Liberal es que la Iglesia, aunque quisiera ordenar mujeres, no tiene la autoridad para hacerlo y que no sería posible que una mujer se convirtiera en sacerdote aunque pasara por la ceremonia de ordenación. El razonamiento detrás de esta creencia es que el cuerpo femenino no canaliza efectivamente las energías masculinas de Cristo, el verdadero ministro de todos los sacramentos. El sacerdote ha de saber canalizar las energías de Cristo para realizar válidamente el sacramento; por lo tanto, el sexo del sacerdote es una parte central de la ceremonia, por lo que todos los sacerdotes deben ser hombres. Al hablar del sacramento del Orden Sagrado en su libro Ciencia de los Sacramentos, el segundo obispo presidente Leadbeater también opinó que las mujeres no podían ser ordenadas, y señaló que Cristo no dejó ninguna indicación de que las mujeres puedan convertirse en sacerdotes y que solo Cristo puede cambiar este arreglo.

## Hinduismo
Bhairavi Brahmani es un gurú de Sri Ramakrishna. Ella inició a Ramakrishna en el Tantra. Bajo su guía, Ramakrishna realizó sesenta y cuatro sadhanas tántricos principales que se completaron en 1863.
En 2014 se formó un akhada (grupo de sadhu exclusivamente femenino; se cree que es el primer grupo de este tipo en la India.
Ramakrishna Sarada Mission es la orden monástica moderna del siglo XXI para mujeres. La orden se llevó a cabo bajo la dirección de los monjes Ramakrishna hasta 1959, momento en el que se independizó por completo. Actualmente cuenta con centros en varias partes de la India, y también en Sídney, Australia.
Hay dos tipos de hindú sacerdotes, purohitsy pujaris. Tanto las mujeres como los hombres son ordenados como purohits y pujaris. Chanda Vyas, nacida en Kenia, fue la primera mujer sacerdote hindú de Gran Bretaña.
Además, tanto hombres como mujeres son gurús hindúes. Shakti Durga, antes conocida como Kim Fraser, fue la primera mujer gurú de Australia.

## Islam
Aunque los Musulmanes no ordenan formalmente líderes religiosos, el imam sirve como líder espiritual y autoridad religiosa. Existe una controversia actual entre los musulmanes sobre las circunstancias en las que las mujeres pueden actuar como imanes, es decir, dirigir una congregación en salat (oración). Tres de las cuatro escuelas suníes, así como muchas chiitas, están de acuerdo en que una mujer puede dirigir una congregación formada por mujeres solas en oración, aunque la escuela maliki no lo permite. De acuerdo con todas las escuelas tradicionales existentes actualmente del Islam, una mujer no puede dirigir una congregación de género mixto en salat (oración). Algunas escuelas hacen excepciones para Tarawih (oraciones opcionales de Ramadán) o para una congregación que consta solo de parientes cercanos. Ciertos eruditos medievales, incluidos Al-Tabari (838–932), Abu Thawr (764–854), Al-Muzani (791–878) e Ibn Arabi (1165-1240): consideró la práctica permisible al menos para oraciones opcionales (nafila); sin embargo, sus puntos de vista no son aceptados por ningún grupo superviviente importante. Las feministas islámicas han comenzado a protestar por esto.
Las mezquitas de mujeres, llamadas nusi, y los imanes femeninos han existido desde el siglo XIX en China y continúan en la actualidad.
En 1994, Amina Wadud, (profesora de estudios islámicos en la Virginia Commonwealth University, nacida en los Estados Unidos), se convirtió en la primera mujer en Sudáfrica en pronunciar el jum'ah khutbah (sermón del viernes), lo que hizo en Mezquita Claremont Main Road en Ciudad del Cabo, Sudáfrica.
En 2004, Maryam Mirza, de 20 años, entregó la segunda mitad de la jutbah Eid al-Fitr en la mezquita de Etobicoke en Toronto, Ontario, Canadá, dirigida por la Asociación Musulmana Unida.
En 2004, en Canadá, Yasmin Shadeer dirigió la oración nocturna 'Isha para una congregación mixta (tanto hombres como mujeres que oraban y escuchaban el sermón). Esta es la primera ocasión registrada en los tiempos modernos en la que una mujer dirigió una congregación en oración en una mezquita.
El 18 de marzo de 2005, Amina Wadud pronunció un sermón y dirigió las oraciones del viernes para una congregación musulmana formada por hombres y mujeres, sin cortinas que dividieran a hombres y mujeres. Otra mujer, Suheyla El-Attar, hizo sonar el llamado a la oración sin usar un pañuelo en la cabeza en ese mismo evento. Esto se hizo en la Casa del Sínodo de la Catedral de San Juan el Divino en Nueva York después de que las mezquitas se negaran a albergar el evento. Esta fue la primera vez conocida que una mujer dirigió una congregación musulmana de género mixto en oración en la historia de Estados Unidos.
En abril de 2005, Raheel Raza, nacida en Pakistán, dirigió el primer servicio de oración de los viernes de género mixto dirigido por una mujer en Toronto, pronunció el sermón y dirigió las oraciones de la congregación de género mixto organizada por el Congreso Musulmán Canadiense para celebrar la Tierra. Día en el patio trasero de la casa del activista Tarek Fatah en el centro de Toronto.
El 1 de julio de 2005, Pamela Taylor, copresidenta de la Unión Musulmana Progresista con sede en Nueva York y musulmana convertida desde 1986, se convirtió en la primera mujer en dirigir las oraciones del viernes en una mezquita canadiense, y lo hizo para una congregación de ambos hombres. y mujeres. Además de dirigir las oraciones, Taylor también pronunció un sermón sobre la importancia de la igualdad entre las personas independientemente de su género, raza, orientación sexual y discapacidad.
En octubre de 2005, Amina Wadud dirigió una oración congregacional musulmana de género mixto en Barcelona.
En 2008, Pamela Taylor dio el «khutbah» de los viernes y dirigió las oraciones de género mixto en Toronto en la mezquita UMA por invitación del Congreso Musulmán Canadiense en el Día de Canadá.
El 17 de octubre de 2008, Amina Wadud se convirtió en la primera mujer en dirigir una congregación musulmana mixta en oración en el Reino Unido cuando realizó las oraciones de los viernes en el Wolfson College de Oxford.
En 2010, Raheel Raza se convirtió en la primera mujer musulmana en dirigir una congregación británica mixta a través de las oraciones de los viernes.
En 2014, Afra Jalabi, periodista sirio-canadiense y defensora de la paz entregó la khutbah Eid ul-Adha en el centro cultural Noor en Toronto, Canadá.

## Judaísmo

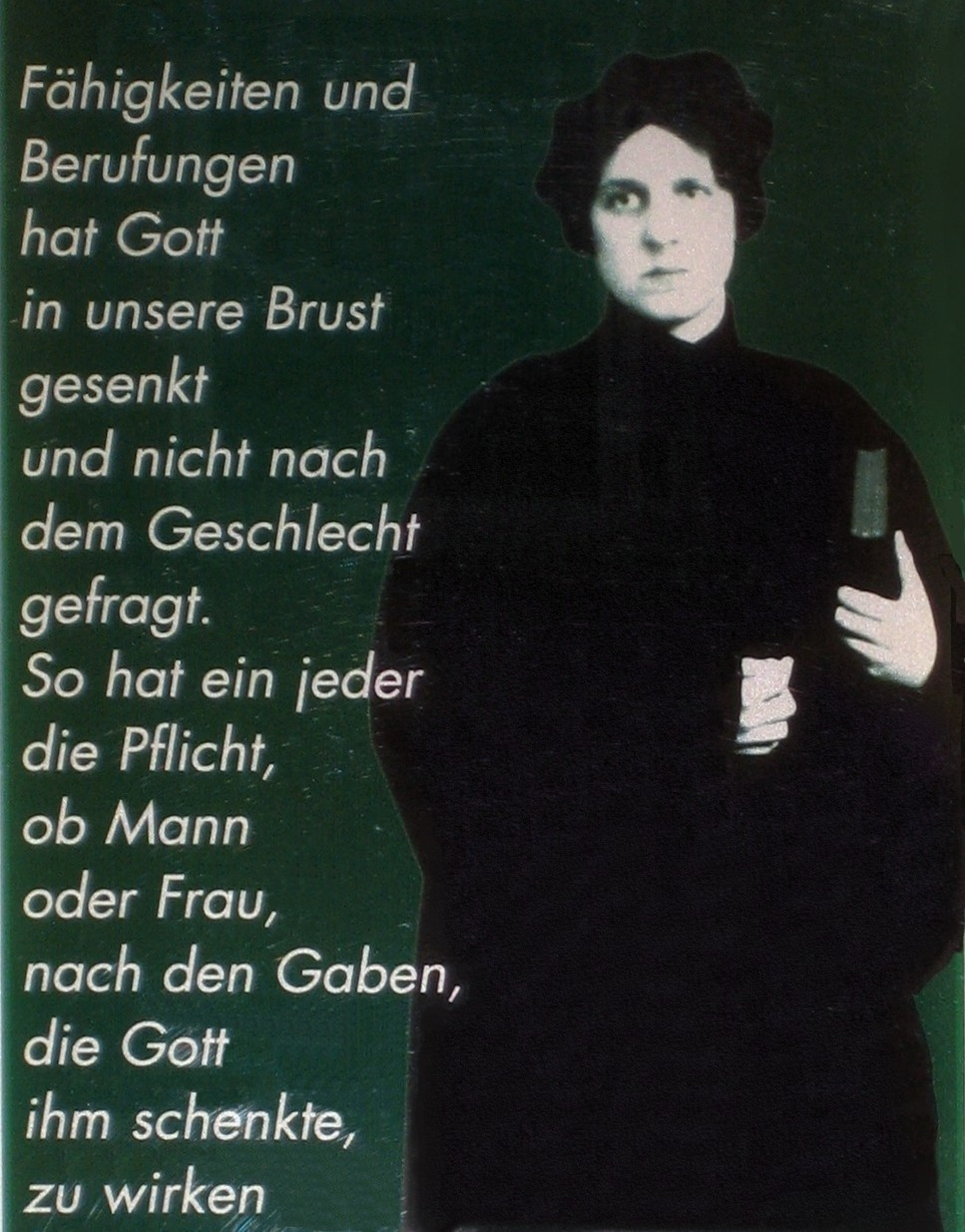
Rabina Regina Jonas, la primera rabina del mundo, ordenada en 1935.

Ha habido una mujer Hasidic rebe, Hannah Rachel Verbermacher, también conocida como la Doncella de Ludmir, activa en el siglo XIX. En 1935 Regina Jonas fue ordenada en privado por un rabino alemán y se convirtió en la primera rabina del mundo. Sally Priesand se convirtió en la primera mujer rabina en el judaísmo reformado en 1972;
Sandy Eisenberg Sasso se convirtió en la primera mujer rabina en el judaísmo reconstruccionista en 1974; Lynn Gottlieb se convirtió en la primera mujer rabina en Jewish Renewal en 1981;
Amy Eilberg se convirtió en la primera mujer rabina en el judaísmo conservador en 1985;
y Tamara Kolton se convirtió en la primera rabina de ambos sexos (y por lo tanto, ya que era mujer, la primera rabina) en el judaísmo humanista en 1999. A las mujeres en el judaísmo conservador, reformista, reconstruccionista, renovador y humanista se les otorga habitualmente semicha (que significa ordenación) en igualdad de condiciones con los hombres.
En junio de 2009, Avi Weiss ordenó a Sara Hurwitz con el título «maharat» (un acrónimo de manhiga hilkhatit rukhanit Toranit) En lugar de «rabino». En febrero de 2010, Weiss anunció que cambiaría Maharat a un título más familiar «Rabba». El objetivo de este cambio era aclarar la posición de Hurwitz como miembro de pleno derecho del personal rabínico del Instituto Hebreo de Riverdale. El cambio fue criticado tanto por Agudath Yisrael como por el Consejo Rabínico de América, quienes llamaron al movimiento «más allá de los límites del judaísmo ortodoxo». Weiss anunció en medio de críticas que el término «Rabba» ya no se usaría para sus futuros estudiantes. También en 2009, Weiss fundó Yeshivat Maharat, una escuela que «está dedicada a brindar a las mujeres ortodoxas competencia en el aprendizaje y la enseñanza del Talmud, la comprensión de la ley judía y su aplicación en la vida cotidiana, así como las otras herramientas necesarias para ser comunidad judía». líderes». En 2015, Yaffa Epstein fue ordenado Rabba por Yeshivat Maharat. También en 2015, Lila Kagedan fue ordenada como rabino por esa misma organización, convirtiéndola en su primera graduada en tomar el título de rabino. Hurwitz continúa usando el título Rabba y algunos la consideran la primera rabina ortodoxa.
En el otoño de 2015, el Consejo Rabínico de América aprobó una resolución que establece que «los miembros de la RCA con cargos en instituciones ortodoxas no pueden ordenar mujeres en el rabinato ortodoxo, independientemente del título utilizado; o contratar o ratificar la contratación de un una mujer en una posición rabínica en una institución ortodoxa; o permitir que un maestro de Limudei Kodesh en una institución ortodoxa use un título que implique ordenación rabínica». De manera similar, en el otoño de 2015, Agudath Israel of America denunció los movimientos para ordenar mujeres, y fue aún más lejos, declarando Yeshivat Maharat, Yeshivat Chovevei Torah, Ortodoxia abierta y otras entidades afiliadas a ser similares a otros movimientos disidentes a lo largo de la historia judía por haber rechazado los principios básicos del judaísmo.
Solo los hombres pueden convertirse en cantores (también llamados hazzans) en la mayor parte del judaísmo ortodoxo, pero todos los demás tipos de judaísmo permiten y tienen cantores femeninos.  En 1955, Betty Robbins, nacida en Grecia, se convirtió en la primera cantora del mundo cuando fue nombrada cantora de la congregación reformista del Templo Avodah en Oceanside, Nueva York, en julio.
Barbara Ostfeld-Horowitz se convirtió en la primera cantora en ser ordenada en el judaísmo reformado en 1975.
Erica Lippitz y Marla Rosenfeld Barugel se convirtieron en las primeras cantoras del judaísmo conservador en 1987.
Sin embargo, la Asamblea de Cantores, una organización profesional de cantores asociados con el judaísmo conservador, no permitió que las mujeres se unieran hasta 1990. En 2001 Deborah Davis se convirtió en la primera cantora de ambos sexos (y por lo tanto, dado que era mujer, la primera cantora) en el judaísmo humanista, aunque desde entonces el judaísmo humanista ha dejado de graduar cantores. Sharon Hordes se convirtió en la primera cantora de cualquier sexo (y por lo tanto, dado que era mujer, la primera cantora) en el judaísmo reconstruccionista en 2002. Avitall Gerstetter, que vive en Alemania, se convirtió en la primera cantora de la Renovación Judía (y la primera cantora de Alemania) en 2002. Susan Wehle se convirtió en la primera cantora estadounidense de la Renovación Judía en 2006; sin embargo, ella murió en 2009. Las primeras mujeres estadounidenses en ser ordenadas como cantoras en la Renovación Judía después de la ordenación de Susan Wehle fueron Michal Rubin y Abbe Lyons, ambas ordenadas el 10 de enero de 2010.
En 2019, Alianza Feminista Ortodoxa Judía creó una iniciativa para apoyar la contratación de mujeres líderes espirituales judías y ha publicado una declaración apoyando la ordenación y contratación de mujeres con el título de Rabino en las sinagogas ortodoxas.  Las mujeres judías ortodoxas abiertas pueden convertirse en cantoras y rabinas.

## Religión Ryukyuan
La religión indígena de las islas Ryukyuan en Japón está dirigida por sacerdotisas; esto la convierte en la única religión principal oficial conocida de una sociedad dirigida por mujeres.

## Shinto

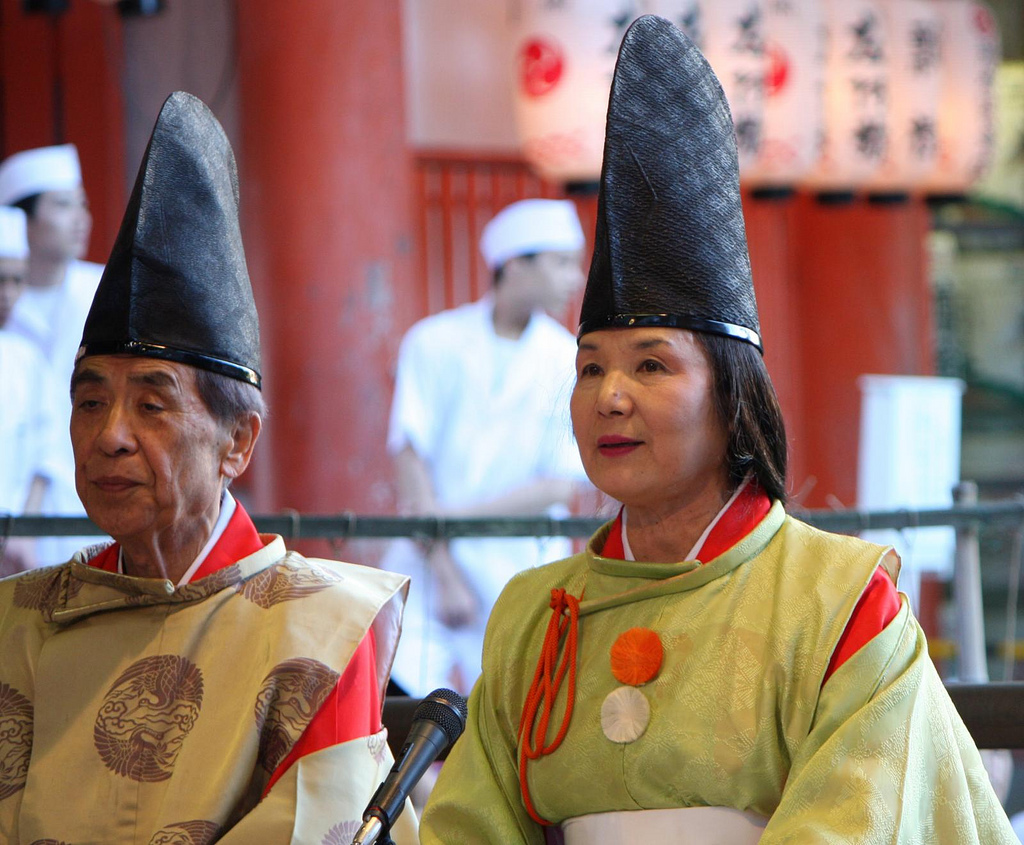
Shinto sacerdote y sacerdotisa.

En el sintoísmo, Saiin (斎院, saiin?) eran parientes solteras del Emperador japonés que servían como sumas sacerdotisas en Gran Santuario de Ise desde finales del siglo VII hasta el siglo XIV. El Gran Santuario de Ise es un santuario sintoísta dedicado a la diosa Amaterasu-ōmikami. Las sacerdotisas «Saiin» generalmente se elegían de la realeza (内親王, «naishinnō»), como las princesas (女王, «joō»). En principio, Saiin permaneció soltero, pero hubo excepciones. Algunos Saiin se convirtieron en consortes del Emperador, llamados Nyōgo en japonés. Según el Man'yōshū (La Antología de las Diez Mil Hojas), el primer Saiō en servir en el Gran Santuario de Ise fue la Princesa Ōku, hija del Emperador Tenmu, durante el período Asuka de la historia japonesa.
Las sacerdotisas sintoístas fueron expulsadas en gran medida de sus puestos en 1868. La ordenación de mujeres como sacerdotes sintoístas volvió a surgir durante la Segunda Guerra Mundial.

## Sijismo
El sijismo no tiene sacerdotes, que fueron abolidos por Guru Gobind Singh, ya que el gurú había visto que esa institución se corrompía en la sociedad durante su tiempo. En cambio, nombró al Gurú Granth Sahib, el libro sagrado sij, como su sucesor como Gurú en lugar de un humano posiblemente falible. Debido a la creencia de la fe en la igualdad total, las mujeres pueden participar en cualquier función religiosa, realizar cualquier ceremonia sij o dirigir la oración de la congregación. Una mujer sikh tiene el derecho de convertirse en Granthi, Ragi, y uno de los Panj Piare (5 amados) y tanto hombres como mujeres son considerados capaces de alcanzar los más altos niveles de espiritualidad.

## Taoísmo
El taoístas ordena tanto a hombres como a mujeres como sacerdotes.  En 2009, Wu Chengzhen se convirtió en la primera mujer fangzhang (principal abad) en los 1.800 años de historia del taoísmo después de ser entronizada en el templo de Changchun en Wuhan, capital de la provincia de Hubei, en China. Fangzhang es la posición más alta en un templo taoísta.

## Wicca
En Wicca, se ordenan tantas mujeres como hombres. Muchas tradiciones elevan la importancia de las mujeres sobre la de los hombres y las mujeres son frecuentemente líderes de aquelarres. Los miembros generalmente se consideran Sacerdotes y Sacerdotisas cuando reciben el rito de Iniciación dentro del aquelarre, aunque algunos pueden optar por someterse a un entrenamiento adicional para convertirse en Suma Sacerdotisa, que a menudo tiene la última palabra en los asuntos y puede elegir quién puede ser su Sumo Sacerdote. Algunos, que han pasado por suficiente experiencia, pueden irse para crear su propio aquelarre.

## Yoruba

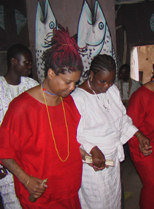
Yeye Siju Osunyemi siendo iniciada como sacerdotisa de la deidad Oshun en el Santuario de Osun en Osogbo, Nigeria.

El pueblo yoruba del oeste de Nigeria practica una religión indígena con una jerarquía religiosa de sacerdotes y sacerdotisas que data del 800-1000 d. C. Ifá Oracle sacerdotes y sacerdotisas llevan los títulos Babalawo y Iyanifa respectivamente. Sacerdotes y sacerdotisas de los variados Orisha, cuando no llevan ya los títulos oraculares de mayor rango mencionados anteriormente, se denominan babalorisa cuando son hombres y iyalorisa cuando son mujeres. A los iniciados también se les da un nombre de Orisa o Ifá que significa bajo qué deidad son iniciados; por ejemplo, una sacerdotisa de Oshun puede llamarse Osunyemi y un sacerdote de Ifá puede llamarse Ifáyemi.

## Zoroastrismo
Zoroastrismo los sacerdotes en la India deben ser hombres. Sin embargo, las mujeres han sido ordenadas en Irán y América del Norte como mobedyars, es decir, mujeres mobeds (sacerdotes zoroastrianos). En 2011, Teherán Mobeds Anjuman (Anjoman-e-Mobedan) anunció que, por primera vez en la historia de Irán y de las comunidades zoroastrianas en todo el mundo, las mujeres se habían unido al grupo de mobeds (sacerdotes) en Irán como mobedyars (mujeres sacerdotes); las mujeres tienen certificados oficiales y pueden desempeñar las funciones religiosas de nivel inferior y pueden iniciar a las personas en la religión.

## Otras lecturas
- Canon Law Society of America. The Canonical Implications of Ordaining Women to the Permanent Diaconate, 1995. ISBN 0-943616-71-9.
- Davies, J. G. «Deacons, Deaconesses, and Minor Orders in the Patristic Period,» Journal of Ecclesiastical History, 1963, v. 14, p. 1-23.
- Elsen, Ute E. Women Officeholders in Early Christianity: Epigraphical and Literary Studies, Liturgical Press, 2000. ISBN 0-8146-5950-0.
- Hanna-Ewers, Deanne (2013). Great Women in Bahamian History: Bahamian Women Pioneers. Bloomington, Indiana: AuthorHouse. ISBN 978-1-4520-5398-1.
- Grudem, Wayne. Evangelical Feminism and Biblical Truth: An Analysis of Over 100 Disputed Questions, Multnomah Press, 2004. 1-57673-840-X.
- Gryson, Roger. The Ministry of Women in the Early Church, Liturgical Press, 1976. ISBN 0-8146-0899-X. Translation of: Le ministère des femmes dans l'Église ancienne, J. Duculot, 1972.
- LaPorte, Jean. The Role of Women in Early Christianity, Edwin Mellen Press, 1982. ISBN 0-88946-549-5.
- Madigan, Kevin, and Carolyn Osiek. Ordained Women in the Early Church: A Documentary History, Johns Hopkins University Press, 2005. ISBN 0-8018-7932-9.
- Martimort, Aimé Georges, Deaconesses: An Historical Study, Ignatius Press, 1986, ISBN 0-89870-114-7. Translation of: Les Diaconesses: Essai Historique, Edizioni Liturgiche, 1982.
- McGrath, Elsie Hainz (Editor), Meehan, Bridget Mary (Editor), and Raming, Ida (Editor). Women Find a Way: The Movement and Stories of Roman Catholic Womenpriests, Virtualbookworm.com Publishing, 2008. ISBN 978-1-60264-223-2.
- Miller, Patricia Cox. Women in Early Christianity: Translations from Greek Texts, Catholic University America Press, 2005. ISBN 0-8132-1417-3.
- Nadell, Pamela. Women Who Would Be Rabbis: A History of Women's Ordination, 1889–1985, Beacon Press, 1998. ISBN 0-8070-3649-8.
- Sered, Susan. Women of the Sacred Groves: Divine Priestesses of Okinawa, Oxford University Press, 1999. ISBN 0-19-512486-3.
- Spaeth, Barbette Stanley. The Roman goddess Ceres, University of Texas Press, 1996.
- Tisdale, Sallie. Women of the Way: Discovering 2,500 Years of Buddhist Wisdom, HarperOne, 2006. ISBN 978-0-06-059816-7
- Weaver, Mary Jo. New Catholic Women, Harper and Row, 1985, 1986. ISBN 0-253-20993-5.
- Wijngaards, John, The Ordination of Women in the Catholic Church. Unmasking a Cuckoo's Egg Tradition, Darton, Longman & Todd, 2001. ISBN 0-232-52420-3; Continuum, New York, 2001. ISBN 0-8264-1339-0.
- Wijngaards, John. Women Deacons in the Early Church: Historical Texts and Contemporary Debates, Herder & Herder, 2002, 2006. ISBN 0-8245-2393-8.**NO WOMEN IN HOLY ORDERS? The women deacons of the Early Church
- Winter, Miriam. Out of the Depths: The Story of Ludmila Javorova, Ordained Roman Catholic Priest, Crossroad General Interest, 2001. ISBN 978-0-8245-1889-9.
- Zagano, Phyllis. Holy Saturday: An Argument for the Restoration of the Female Diaconate in the Catholic Church, Herder & Herder, 2000. ISBN 978-0-8245-1832-5.
- Zagano, Phyllis. «Catholic Women Deacons: Present Tense,»  Worship 77:5 (September 2003) 386–408.

- Datos: Q419529
- Multimedia: Women bishops / Q419529